# Danh sách cầu thủ nước ngoài J.League
Đây là danh sách các cầu thủ nước ngoài đã chơi cho các câu lạc bộ bóng đá trong J.League, bao gồm các cấp độ  J1 League,  J2 League, J3 League, Japan Football League.
- Quốc kỳ trước tên: các cầu thủ đại diện cho đội tuyển quốc gia của họ trong các trận đấu Quốc tế của FIFA và có ít nhất một lần ra sân.
- In đậm: những cầu thủ đã chơi ít nhất một trận ở J.League trong mùa giải hiện tại (2022) và vẫn đang đấu ở các câu lạc bộ mà họ đã chơi.
- Quốc gia có hơn 200 cầu thủ chơi ở Giải vô địch Nhật Bản sẽ được phân loại theo năm chuyển nhượng.

## Cầu thủ nhập tịch
- Ko Ishikawa – Honda FC, Tokyo Verdy, Nagoya Grampus – 1989–2002
- Ademir Santos – Júbilo Iwata, Shimizu S-Pulse – 1987–1996
- Alessandro Santos – Shimizu S-Pulse, Urawa Red Diamonds, Nagoya Grampus Eight, Tochigi SC, FC Gifu – 1997–2014
- Bruno Suzuki – Albirex Niigata, FC Machida Zelvia, FC Gifu – 2009–2012, 2016
- Daishiro Yoshimura – Cerezo Osaka – 1967–1980
- Erikson Noguchipinto – Oita Trinita, Sagan Tosu, Kashiwa Reysol, Avispa Fukuoka, Valiente Koriyama, Nagano Parceiro – 2001–2009
- George Yonashiro – Tokyo Verdy 1972–1986
- Leonardo Moreira – Japan Soccer College, Sagan Tosu, Tokyo Verdy, Tochigi SC, Giravanz Kitakyushu, Blaublitz Akita, ReinMeer Aomori, FC Maruyasu Okazaki – 2005–2020
- Marcus Tulio Tanaka – Sanfrecce Hiroshima, Mito HollyHock, Urawa Red Diamonds, Nagoya Grampus, Kyoto Sanga – 2001–2020
- Ruy Ramos – Tokyo Verdy, Kyoto Sanga – 1977–1998
- Wagner Lopes – Yokohama F. Marinos, Kashiwa Reysol, Honda FC, Shonan Bellmare, FC Tokyo, Avispa Fukuoka – 1987–2002
- Dido Havenaar – Sanfrecce Hiroshima, Tokyo Verdy, Nagoya Grampus, Jubilo Iwata, Consadole Sapporo – 1986–1998
- Michael Fitzgerald – Albirex Niigata, Japan Soccer College, Zweigen Kanazawa, V-Varen Nagasaki, Kawasaki Frontale – 2008–
- Edwin Uehara – Urawa Red Diamonds, Sagan Tosu – 1992–1996
- Romero Frank – Mito HollyHock, Montedio Yamagata, Albirex Niigata, FC Machida Zelvia, Kagoshima United – 2011–
- Sergio Escudero – Urawa Red Diamonds, Kyoto Sanga, Tochigi SC – 2005–2012, 2016–2020
- Daniel Schmidt – Vegalta Sendai, Roasso Kumamoto, Matsumoto Yamaga – 2014–2019

## Albania
- Rudi Vata – Yokohama FC – 2003

## Algeria
- Aymen Tahar – Sagan Tosu – 2016
- Raïs M'Bolhi – FC Ryukyu – 2008–2009[c FRA U17][c FRA U18]

## Argentina
- Abel Luciatti – Renofa Yamaguchi – 2017
- Agustin Ortega – Blaublitz Akita – 2015
- Alberto Acosta – Yokohama F. Marinos – 1996
- Carlos Mayor – Avispa Fukuoka – 1994–1996
- Claudio Úbeda – Tokyo Verdy – 2004
- Daniel Ahmed – Consadole Sapporo – 1992
- Darío Figueroa – Yokohama F. Marinos – 1996
- David Bisconti – Yokohama F. Marinos, Avispa Fukuoka, Sagan Tosu – 1993–1996, 2000–2002, 2002
- Diego Matias Rodriguez – JEF United Chiba – 2018
- Eduardo Bustos Montoya – Avispa Fukuoka – 2000
- Ezequiel Ham – FC Gifu – 2018
- Félix Dalmás – Laranja Kyoto, SP Kyoto – 2010, 2011–2012, 2013
- Fernando Moner – Yokohama Flügels, Yokohama FC – 1988–1991, 1993–1994, 2002–2003
- Fernando Nicolas Oliva – Shimizu S-Pulse – 1996–2001
- Flavio Zandoná – Avispa Fukuoka – 2000
- Franco Sbuttoni – Sagan Tosu – 2017
- Gustavo Zapata – Yokohama F. Marinos – 1993–1996
- Héctor Enrique – Sagan Tosu, FPI Hamamatsu – 1995, 1996–1997
- Hugo Maradona – Sagan Tosu, Avispa Fukuoka, Consadole Sapporo – 1992–1998
- Joaquin Larrivey – JEF United Chiba – 2017–2018
- Jorge Sebastián Núñez – Nagoya Grampus, Consadole Sapporo – 2005, 2006
- Juan Forlín – Jubilo Iwata – 2020–2021
- Leandro Desábato – Cerezo Osaka, Vegalta Sendai – 2019–
- Leonardo Ramos –Renofa Yamaguchi – 2017
- Luciano Romero – Renofa Yamaguchi FC – 2016
- Luis Ojeda – JEF United Chiba – 2017
- Marcelo Carracedo – Avispa Fukuoka – 1997
- Marcelo Morales – Urawa Red Diamonds – 1993
- Marcelo Trivisonno – Urawa Red Diamonds – 1992–1993
- Marcelo Vidal – Renofa Yamaguchi – 2017
- Martín Vilallonga – Avispa Fukuoka – 2001
- Mauro dos Santos – Albirex Niigata – 2020
- Néstor Gorosito – Yokohama F. Marinos – 1996
- Nestor Omar Piccoli – Yokohama Flügels, Avispa Fukuoka – 1987–1990, 1992–1995
- Nicolás Orsini – Tokushima Vortis, Fagiano Okayama – 2016–2018, 2017
- Oscar Acosta – Yokohama Flügels – 1991
- Osvaldo Escudero – Urawa Red Diamonds – 1991–1992
- Pablo Bastianini – Yokohama F. Marinos – 2010–2011
- Pedro Massacessi – Yokohama F. Marinos – 1995
- Pedro Pasculli – Sagan Tosu – 1994
- Pedro Troglio – Avispa Fukuoka – 1994–1996
- Ramón Díaz – Yokohama F. Marinos – 1993–1995
- Ramón Medina Bello – Yokohama F. Marinos – 1994–1995
- Raul Maldonado – Yokohama F. Marinos – 2000
- Sebastián Riep – Avispa Fukuoka – 1997
- Sergio Batista – Sagan Tosu – 1993–1994
- Sergio Escudero – Urawa Reds Diamonds – 1992
- Sergio Vázquez – Avispa Fukuoka – 1997
- Silvio Rudman – Yokohama F. Marinos – 1992
- Victor Ferreyra – Urawa Reds Diamonds – 1993

## Úc
- Adam Taggart – Cerezo Osaka – 2021–
- Alex Brosque – Shimizu S-Pulse – 2011–2012
- Andrew Nabbout – Urawa Red Diamonds – 2018–2019
- Avraam Papadopoulos – Júbilo Iwata – 2016
- Aurelio Vidmar – Sanfrecce Hiroshima – 1998–1999
- Ben Halloran – V-Varen Nagasaki – 2018
- Billy Celeski – Ventforet Kofu – 2016
- Billy Konstantinidis – Ventforet Kofu – 2017
- Chay Hews – Shonan Bellmare – 1999
- Diogo Ferreira – Tochigi SC – 2018
- Eddy Bosnar – JEF United Chiba, Shimizu S-Pulse – 2008–2009, 2010–2011
- Graham Arnold – Sanfrecce Hiroshima – 1997–1999
- Hayden Foxe – Sanfrecce Hiroshima – 1998–2000
- Jade North – FC Tokyo, Consadole Sapporo – 2011, 2012
- Jason Geria – JEF United Chiba – 2018–2021
- Joel Griffiths – Avispa Fukuoka – 2008
- Joshua Kennedy – Nagoya Grampus – 2009–2014
- Lucas Neill – Omiya Ardija – 2013
- Mark Milligan – JEF United Chiba – 2010–2012
- Matthew Bingley – Vissel Kobe, JEF United Chiba – 1997–1998
- Matthew Spiranovic – Urawa Red Diamonds – 2010–2012
- Max King – Tiamo Hirakata – 2020–2021
- Miloš Degenek – Yokohama F. Marinos – 2017–2018
- Mitch Nichols – Cerezo Osaka – 2014–2015
- Mitchell Duke – Urawa Red Diamonds, Fagiano Okayama – 2015–2018, 2021–
- Mitchell Langerak – Nagoya Grampus – 2018–
- Mohamed Adam – FC Imabari – 2022–
- Nathan Burns – FC Tokyo, FC Tokyo U-23, Sanfrecce Hiroshima – 2015–2017
- Ned Zelic – Urawa Red Diamonds – 2002–2003
- Oliver Bozanic – Ventforet Kofu – 2017
- Phil Stubbins – Sanfrecce Hiroshima – 1999
- Pierce Waring – Cerezo Osaka, Cerezo Osaka U-23 – 2018–2021
- Stefan Mauk – Fagiano Okayama – 2022–
- Stephen Laybutt – Shonan Bellmare – 1999
- Steve Corica – Sanfrecce Hiroshima – 2000–2001
- Tando Velaphi – Shonan Bellmare, Kochi United – 2016–2017, 2022–
- Thomas Deng – Urawa Red Diamonds, Albirex Niigata – 2020–[b KEN]
- Tony Popovic – Sanfrecce Hiroshima – 1997–2000
- Ufuk Talay – Avispa Fukuoka – 2008

## Áo
- Ivica Vastić – Nagoya Grampus – 2002–2003[b CRO–YUG]
- Mario Haas – JEF United Chiba – 2005–2006
- Michael Baur – Urawa Red Diamonds – 1997
- Mladen Jutrić – Ehime FC – 2019

## Barbados
- Peter Hinds – Shonan Bellmare – 1988–1989

## Belarus
- Sergei Aleinikov – Gamba Osaka – 1993–1996

## Bỉ
- Jordy Croux – Avispa Fukuoka – 2021–
- Kevin Oris – Kyoto Sanga – 2017
- Lorenzo Staelens – Oita Trinita – 2001
- Thomas Vermaelen – Vissel Kobe – 2019–2022

## Bolivia
- Edivaldo Hermoza – Shonan Bellmare – 2013[b BRA]
- Julio César Baldivieso – Yokohama F. Marinos – 1997–1998
- Víctor Hugo Antelo – Shonan Bellmare – 1990

## Bosnia và Herzegovina
- Albin Pelak – Cerezo Osaka – 2003
- Alen Avdić – Avispa Fukuoka – 2002
- Almir Turković – Cerezo Osaka – 2002
- Edin Mujčin – JEF United Chiba – 2001–2002
- Ivan Radeljić – Cerezo Osaka – 2004
- Mirko Hrgović – Gamba Osaka, JEF United Chiba – 2001, 2008
- Nermin Haskić – Omiya Ardija – 2019–2021
- Rade Bogdanović – JEF United Chiba – 1997
- Srđan Pecelj – Shimizu S-Pulse – 2002

## Brazil

### A
- Abuda – FC Gifu, Tokyo Verdy – 2012, 2014
- Adaílton – Jubilo Iwata, FC Tokyo – 2015–
- Adalto – Consadole Sapporo −2001
- Ademilson – Yokohama F Marinos, Gamba Osaka – 2015–2020
- Adhemar – Yokohama F. Marinos – 2005
- Adi Rocha – Gamba Osaka – 2013
- Adiel – Shonan Bellmare – 2006–2011
- Adílson – Jubilo Iwata – 1987–1989
- Adílson Batista – Jubilo Iwata – 1997–1999
- Adriano – Shonan Bellmare – 2009
- Adriano – Cerezo Osaka, Tokushima Vortis, Ventforet Kofu – 2010, 2014, 2015
- Adriano – Nagoya Grampus, Yokohama FC – 2001, 2007
- Adriel – Gainare Tottori – 2019–2020
- Afonso – Gamba Osaka – 2011
- Agenor – SC Sagamihara – 2021–
- Aílton – Kawasaki Frontale – 2001
- Aílton Ferraz – Kashiwa Reysol – 1993–1994
- Alair – Ventforet Kofu, Ehime FC, Kyoto Sanga – 2002–2006, 2009–2013
- Alan – Giravanz Kitakyushu, Fujieda MYFC, Dezzolla Shimane, ReinMeer Aomori – 2008–2015
- Alan Bahia – Vissel Kobe – 2009
- Alan Dotti – Montedio Yamagata – 1999
- Alan Mineiro – Albirex Niigata – 2012
- Alan Pinheiro – Kawasaki Frontale, Tokyo Verdy, JEF United Chiba – 2013, 2015–2020
- Alberto – Ventforet Kofu – 2007
- Alceu – Kashiwa Reysol, Consadole Sapporo, Montedio Yamagata – 2007–2010, 2015–2017
- Alcindo – Kashima Antlers, Tokyo Verdy, Consadole Sapporo – 1993–1996
- Aldro – Gamba Osaka, Yokohama Flügels, Montedio Yamagata – 1990–1997
- Alemão – Kyoto Sanga – 2005–2006
- Alessandro – Albirex Niigata, Kyoto Sanga – 2008, 2014
- Alessandro Cambalhota – Jubilo Iwata – 1997–1998
- Alê – Cerezo Osaka – 2007–2008
- Alex – Oita Trinita – 1999
- Alex – Kawasaki Frontale, Avispa Fukuoka, Kashiwa Reysol, JEF United Chiba, Kashima Antlers, Tokushima Vortis, Kamatamare Sanuki – 2002–2018
- Alex – Ventforet Kofu – 2001
- Alex – Cerezo Osaka – 1997
- Alex Garcia – Omiya Ardija – 2001
- Alex – Cerezo Osaka – 1997
- Alex – Shonan Bellmare, Fukushima United FC, Kagoshima United, Tochigi SC – 2012, 2016–2018
- Alex Henrique – Avispa Fukuoka, Thespakusatsu Gunma, Tokyo Verdy – 2009, 2010–2012
- Alex Mineiro – Kashima Antlers – 2005–2006
- Alex Muralha – Shonan Bellmare, Albirex Niigata – 2013, 2018
- Alex Oliveira – Ventforet Kofu – 2005
- Alex Rafael – Thespakusatsu Gunma – 2012
- Alexandre – Avispa Fukuoka – 2006
- Alexandre – Kyoto Sanga – 1996
- Alexandre Balotelli – SC Sagamihara – 2016
- Alexandre Finazzi – Omiya Ardija – 2003
- Alexandre Goulart – Shimizu S-Pulse – 2006–2007
- Alexandre Lopes – Tokyo Verdy – 2002–2003
- Alexandre Torres – Nagoya Grampus – 1995–1999
- Alison – Omiya Ardija – 2006–2007
- Alison – Shonan Bellmare – 2015
- Allan – MIO Biwako Shiga, Kamatamare Sanuki, Zweigen Kanazawa, Esperanza SC – 2008–
- Allano – Ventforet Kofu – 2019
- Allisson Ricardo – Matsumoto Yamaga – 2012
- Almir – Shonan Bellmare – 1994–1996
- Almir – Tokushima Vortis, FC Tokyo, Consadole Sapporo – 1995–1996, 1998–2001
- Alvaro – Montedio Yamagata, Matsumoto Yamaga – 2018–2020
- Arley – Sagan Tosu – 2005
- Amaral – FC Tokyo, Shonan Bellmare, Arte Takasaki, FC Kariya – 1992–2007, 2009
- Amaral – Cerezo Osaka – 2010
- Amarildo – Shonan Bellmare – 2006
- Amorim – Shonan Bellmare – 2015
- Amoroso – Tokyo Verdy – 1992–1993
- Anaílson – Tokyo Verdy – 2006
- Anderson – Yokohama Flügels – 1997–1998
- Anderson – Yokohama FC – 2007
- Anderson Andrade – Mito HollyHock, Sagan Tosu, Shimizu S-Pulse, Yokohama FC, Roasso Kumamoto – 2006–2008, 2014–2016
- Anderson Carvalho – Vissel Kobe – 2012
- Anderson Kanu – Shimizu S-Pulse – 2017
- Anderson Gonzaga – Albirex Niigata, Fagiano Okayama, FC Machida Zelvia – 2011–2013
- Ânderson Lima – Albirex Niigata – 2005
- Anderson Lopes – Sanfrecce Hiroshima, Consadole Sapporo, Yokohama F. Marinos – 2016–2017, 2019–
- Anderson Roberto da Silva Luiz – Consadole Sapporo – 2008
- Anderson Silva – Albirex Niigata – 2003–2004
- Andradina – Gamba Osaka, Oita Trinita, Albirex Niigata, Consadole Sapporo – 2000–2003
- Andre Bahia – Shonan Bellmare – 2015–2019
- André – Oita Trinita, Sagan Tosu – 2000
- André – Cerezo Osaka, Tokushima Vortis – 2006–2008
- André Pinto – Kyoto Sanga – 2006–2007
- André Silva – Montedio Yamagata – 2009
- Andrei Girotto – Kyoto Sanga – 2016
- Andrey – Sanfrecce Hiroshima – 1993–1995
- Andrezinho – Consadole Sapporo – 2011
- Angelo – Yokohama Flügels, Kyoto Sanga, Montedio Yamagata, FC Tokyo – 1993–1998
- Anselmo Ramon – Kashiwa Reysol – 2009
- Antonio – Ventforet Kofu – 2000
- Antônio Carlos – Kashiwa Reysol – 1996–1997
- Antônio Carlos Santos – Sanfrecce Hiroshima – 1996–1997
- Apodi – Tokyo Verdy – 2011
- Aragoney – Kawasaki Frontale – 2005
- Argel Fucks – Tokyo Verdy – 1996–1997
- Ari – Kashima Antlers – 2005
- Arthur Caíke – Kashima Antlers – 2021–
- Arthur Maia – Kawasaki Frontale – 2015
- Arthur Silva – FC Tokyo, Yokohama FC, Kataller Toyama – 2019–
- Assis – Consadole Sapporo – 1999
- Ataliba – Vissel Kobe, Kyoto Sanga – 2002, 2008
- Augusto – Kashima Antlers, Kawasaki Frontale – 2001–2005
- Augusto – Yokohama FC, Oita Trinita, Albirex Niigata – 2006–2008
- Augusto César – Matsumoto Yamaga – 2020
- Axel – Cerezo Osaka – 2003

### B
- Baltazar – Kyoto Sanga – 1995–1996
- Baré – Omiya Ardija, Ventforet Kofu, Gamba Osaka, Shimizu S-Pulse – 2001, 2003–2008, 2013, 2015
- Baron – Ventforet Kofu, JEF United Chiba, Shimizu S-Pulse, Cerezo Osaka, Kashima Antlers, Vegalta Sendai, Vissel Kobe, Avispa Fukuoka – 1996, 1998–2006
- Basílio – Kashiwa Reysol, Tokyo Verdy – 1998, 2006
- Bebeto – Kashima Antlers – 2000
- Bentinho – Tokyo Verdy, Kashiwa Reysol, Oita Trinita, Kawasaki Frontale, Avispa Fukuoka – 1994–1995, 1998–1999, 2001–2004
- Bernardo – Cerezo Osaka – 1995
- Betinho – Shonan Bellmare, Kawasaki Frontale – 1993–1998
- Beto – Montedio Yamagata, Albirex Niigata – 1994, 2002
- Beto – Consadole Sapporo, Sanfrecce Hiroshima – 2003–2006
- Biju – Consadole Sapporo, Kyoto Sanga, Sagan Tosu, Ventforet Kofu, Mito HollyHock, Zweigen Kanazawa – 1999–2009
- Bismarck – Tokyo Verdy, Kashima Antlers – 1993–2001
- Boka – Thespakusatsu Gunma – 2016
- Botti – Vissel Kobe – 2007–2011
- Branquinho – Cerezo Osaka – 2012–2013
- Brenner – Iwate Grulla Morioka – 2020–
- Bruno – Ventforet Kofu, Gainare Tottori – 2008–2009, 2013
- Bruno – FC Gifu, FC Suzuka Rampole – 2011–2012
- Bruno – Kashiwa Reysol – 2007
- Bruno Cabrerizo – sagan Tosu – 2003
- Bruno Correa – Shonan Bellmare – 2015
- Bruno Cortez – Albirex Niigata – 2015–2016
- Bruno Coutinho – Tokyo Verdy – 2015
- Bruno Dybal – Ventforet Kofu – 2015
- Bruno Ferraz – Consadole Sapporo – 2011
- Bruno Formigoni – Cerezo Osaka – 2009
- Bruno Lopes – Albirex Niigata, Montedio Yamagata – 2011–2014, 2018
- Bruno Mendes – Cerezo Osaka, Avispa Fukuoka – 2019–
- Bruno Meneghel – Cerezo Osaka, Albirex Niigata, Yokohama FC – 2016, 2018
- Bruno Paraíba – Ventforet Kofu – 2022–
- Bruno Quadros – Cerezo Osaka, Consadole Sapporo, FC Tokyo – 2005–2009
- Bruno Uvini – FC Tokyo – 2021–
- Buba – FC Imabari – 2017
- Bueno – Shimizu S-Pulse, Vissel Kobe, Kashima Antlers, Tokushima Vortis – 2014–

### C
- Cabore – FC Tokyo – 2008–2009
- Cacá – Tokushima Vortis – 2021–
- Cadu – Kawasaki Frontale – 1999
- Caíco – Tokyo Verdy – 1996
- Caio – Kashima Antlers – 2014–2016
- Caio César – Kawasaki Frontale, V-Varen Nagasaki – 2018–
- Carlão – Kashima Antlers – 2011–2012
- Carlinhos Júnior – Shimizu S-Pulse – 2020–
- Carlinhos – Omiya Ardija, Jubilo Iwata, Tokushima Vortis – 2012–2017
- Carlos Mozer – Kashima Antlers – 1995–1996
- Carlos Soares Garrit – Kashima Antlers – 1992–1993
- Capitão – Tokyo Verdy – 1994
- Capone – Kyoto Sanga – 1997
- Careca – Kashiwa Reysol – 1993–1996
- Careca Vergilio – Ventforet Kofu, Thespakusatsu Gunma, Cerezo Osaka, Shonan Bellmare – 2004, 2007–2008
- Carlos Alberto Santos – Kashima Antlers, Shimizu S-Pulse, Vissel Kobe, Thespakusatsu Gunma – 1992–2001, 2003
- Cauê – Consadole Sapporo – 2007
- Cauê – Omiya Ardija, Albirex Niigata, Avispa Fukuoka – 2017–2019, 2021
- Celso Luis Gomes – Shimizu S-Pulse – 1993
- Celso Vieira – Vegalta Sendai – 2001
- Cesar Sampaio – Kashiwa Reysol, Sanfrecce Hiroshima – 2002–2004
- Cezar – Sagan Tosu – 2005
- Charles – Nagoya Grampus – 2017
- Chika – Okinawa Kariyushi FC, Thespakusatsu Gunma – 2003–2007
- Chimba – SC Sagamihara – 2016
- Chiquinho – Shonan Bellmare, Oita Trinita – 2017
- Christian – Omiya Ardija – 2005
- Chumbinho – Kashima Antlers – 2006
- Claiton – Nagoya Grampus, Consadole Sapporo – 2004–2005, 2008–2009
- Claudecir – Kashima Antlers – 2003
- Claudinho – Cerezo Osaka – 1997
- Claudio Luiz – Shonan Bellmare, Cerezo Osaka – 1997–1999, 2001
- Cleber – Mito HollyHock – 2000
- Cléber – Kyoto Sanga – 1997
- Cléber Santana – Kashiwa Reysol – 2005
- Cleberson – Tokushima Vortis – 2007
- Clemerson – Shimizu S-Pulse, Gamba Osaka – 2004–2005
- Cléo – Kashiwa Reysol – 2013
- Conrado – Nagano Parceiro – 2016
- Crislan – Vegalta Sendai, Shimizu S-Pulse, Shonan Bellmare – 2017–2020
- Cristian – FC Gifu – 2017
- Cristiano – Tochigi SC, Ventforet Kofu, Kashiwa Reysol, V-Varen Nagasaki – 2013–

### D
- Da Silva – Kashima Antlers – 2003
- Da Silva – Tokushima Vortis – 2007–2008
- Daniel – Kawasaki Frontale – 2001
- Daniel – Kyoto Sanga, Vissel Kobe – 1997, 2001–2002
- Daniel Alves – JEF United Chiba – 2022–
- Daniel Carvalho – Thespakusatsu Gunma – 2010
- Daniel da Silva – Tokyo Verdy – 1998
- Daniel Lemos – Consadole Sapporo, FC Gifu, ReinMeer Aomori – 2011, 2013–2014
- Daniel Lovinho – Thespakusatsu Gunma, Kyoto Sanga – 2013–2016
- Daniel Rossi – Kawasaki Frontale – 2000
- Daniel Tijolo – Ventforet Kofu, Nagoya Grampus, Oita Trinita – 2009–2016
- Danilo – Kashima Antlers – 2007–2009
- Danilo – FC Gifu – 2012
- Dankler – Vissel Kobe – 2019–2021
- Davi – Tokyo Verdy – 1992
- Davi – Consadole Sapporo, Nagoya Grampus, Ventforet Kofu, Matsumoto Yamaga, Giravanz Kitakyushu – 2007–2009, 2012–2018
- Davi – Albirex Niigata – 2008
- Davi – Consadole Sapporo, Nagoya Grampus, Ventforet Kofu, Matsumoto Yamaga, Giravanz Kitakyushu – 2007–2009, 2011–2018
- David da Silva – Zweigen Kanazawa – 2016
- Dawhan – Gamba Osaka – 2022–
- Dedimar – Jubilo Iwata, Tokyo Verdy – 1998, 2006
- Deili – Ventforet Kofu – 2001
- Dellatorre – Montedio Yamagata – 2022–
- Denilson – Yokohama Flügels – 1996
- Dênis Marques – Omiya Ardija – 2007–2010
- Denni – Montedio Yamagata – 2004
- Deyvid Sacconi – Vegalta Sendai – 2012
- Diego – Matsumoto Yamaga, Mito HollyHock, Tokushima Vortis, Sagan Tosu – 2017–
- Diego Macedo – Consadole Sapporo – 2016—2017
- Diego Oliveira – Kashiwa Reysol, FC Tokyo – 2016–
- Diego Pituca – Kashima Antlers – 2021–
- Diego Rosa – Montedio Yamagata – 2016
- Diego Souza – Vissel Kobe, Kashiwa Reysol, Tokyo Verdy, Kyoto Sanga, Vegalta Sendai, Montedio Yamagata – 2005–2011, 2014–2016
- Dinei – Consadole Sapporo – 1999
- Dinei – Kashima Antlers, Shonan Bellmare, Ventforet Kofu, Matsumoto Yamaga – 2015–2018
- Dininho – Sanfrecce Hiroshima – 2005–2006
- Diogo – Vegalta Sendai – 2013
- Diogo – Consadole Sapporo, Tokushima Vortis – 2011–2012
- Diogo Mateus – Kawasaki Frontale – 2020
- Djalminha – Shimizu S-Pulse – 1994
- Doda – Vegalta Sendai – 2003
- Dodi – Kashiwa Reysol – 2021–
- Dodô – Oita Trinita – 2005
- Dodô – Ehime FC, Gamba Osaka, Gainare Tottori – 2010–2012
- Donizete – Tokyo Verdy – 1996
- Donizete – Urawa Red Diamonds – 2001
- Dorival – Matsumoto Yamaga – 2015
- Douglas – Ventforet Kofu, Yokohama FC – 2012–2014
- Douglas – Roasso Kumamoto – 2013
- Douglas – Consadole Sapporo – 2020–
- Douglas Dyanfres – Tokushima Vortis, Kyoto Sanga, Sanfrecce Hiroshima, Shimizu S-Pulse, Vissel Kobe, Kashiwa Reysol – 2010–
- Douglas Grolli – Avispa Fukuoka – 2020–
- Douglas Rinaldi – Ehime FC – 2010
- Douglas Tanque – Thespakusatsu Gunma, Albirex Niigata – 2015, 2017
- Douglas Vieira – Tokyo Verdy, Sanfrecce Hiroshima – 2016–
- Duda – Kashiwa Reysol – 1998
- Dudu – Omiya Ardija – 2009–2010
- Dudu – Kashiwa Reysol, Ventforet Kofu, Avispa Fukuoka, Machida Zelvia – 2014, 2016–
- Dudu da Silva – Kashiwa Reysol – 2016–2018
- Dudu Pacheco – Júbilo Iwata – 2022
- Dudu Cearense – Kashiwa Reysol – 2004
- Dunga – Jubilo Iwata – 1995–1998
- Dutra – Yokohama F. Marinos – 2001–2006, 2012–2014

### E
- Eder – Yokohama FC – 2009–2011
- Eder – Thespakusatsu Gunma – 2013–2014
- Éder Ceccon – Vegalta Sendai – 2003
- Éder Lima – Ventforet Kofu – 2017–2019
- Éderson – Kashiwa Reysol, Nagoya Grampus – 1996–1997, 2002–2003, 2006
- Éderson – Kashiwa Reysol – 2015–2018
- Edigar Junio – Yokohama F. Marinos, V-Varen Nagasaki – 2019–
- Edílson – Kashiwa Reysol, Nagoya Grampus – 1996–1997, 2002–2003, 2006
- Edinaldo – Mito HollyHock – 2007
- Edinho Baiano – Kyoto Sanga – 2000
- Edinho Martins – Kashima Antlers – 1994
- Edivaldo – Gamba Osaka – 1992
- Edmar – Vegalta Sendai – 1995–1997
- Edmilson – Oita Trinita, Vissel Kobe, Roasso Kumamoto – 2003, 2011
- Edmilson – Kawasaki Frontale – 2001
- Edmilson – Albirex Niigata, Urawa Red Diamonds, FC Tokyo, Cerezo Osaka – 2004–2012, 2015
- Edmílson – Kyoto Sanga, Yokohama F. Marinos – 1995–1998, 2000
- Edmundo – Tokyo Verdy, Urawa Red Diamonds – 2000–2002
- Edno – Cerezo Osaka – 2013
- Edson – Tokyo Verdy, Shonan Bellmare, Tokyo Musashino City FC – 1986–1995, 1997–2000
- Edson – Consadole Sapporo – 2008
- Edson Araújo – Omiya Ardija – 2003
- Edu – FC Tokyo – 2014
- Edu Manga – Shimizu S-Pulse – 1993
- Edu Marangon – Yokohama Flügels – 1993–1994
- Eduardo – Nagoya Grampus – 2008
- Eduardo – Gamba Osaka – 2012
- Eduardo – Gainare Tottori, Tochigi SC, Kashiwa Reysol, Kawasaki Frontale, Matsumoto Yamaga, Sagan Tosu, Yokohama F. Marinos – 2013–
- Eduardo Kunde – SC Sagamihara – 2021–
- Eduardo Marques – Shonan Bellmare – 2007
- Eduardo Neto – Kawasaki Frontale, Nagoya Grampus, Oita Trinita – 2016–2019, 2022–
- Efrain Rintaro – Kashiwa Reysol, FC Gifu, Blaublitz Akita, FC Ryukyu, Veertien Mie, ReinMeer Aomori, Suzuka Point Getters, FC Osaka – 2010–
- Élber – Yokohama F. Marinos – 2021–
- Eliézio – Urawa Red Diamonds, Fukushima United FC – 2005, 2018
- Elivélton – Nagoya Grampus – 1993–1994
- Elizeu Ferreira Marciano – Yokohama FC, Vegalta Sendai, Tokushima Vortis – 2008–2012
- Elpídio Silva – Kashiwa Reysol – 1997–1998
- Elsinho – Kawasaki Frontale, Shimizu S-Pulse, Tokushima Vortis – 2015–
- Eltinho – Yokohama F. Marinos – 2007
- Elton – JEF United Chiba – 2016–2017
- Embu – Tokyo Verdy – 1995
- Émerson – Shimizu S-Pulse – 2003
- Émerson – Shonan Bellmare – 1995
- Emerson – FC Tokyo, Shonan Bellmare – 2008, 2010
- Emerson – Tokyo Verdy – 2001
- Emerson Santos – Kashiwa Reysol – 2021–
- Emerson Thome – Vissel Kobe – 2006–2007
- Enílton – Omiya Ardija – 2007
- Eric – Matsumoto Yamaga – 2015
- Erik – Yokohama F. Marinos – 2019–2020
- Erivaldo S. – Shonan Bellmare – 2010
- Euller – Tokyo Verdy, Kashima Antlers – 1998, 2002–2003
- Evair – Yokohama Flügels – 1995–1996
- Evaldo – FC Tokyo – 2007–2009
- Evandro Paulista – FC Gifu, Oita Trinita – 2015–2016
- Everaldo – Kashima Antlers – 2020–
- Everton Nogueira – Yokohama F. Marinos, Kyoto Sanga – 1991–1994
- Éverton Santos – Albirex Niigata – 2009
- Evson Patrício – Gamba Osaka, Kamatamare Sanuki – 2014–2017
- Ewerton – Urawa Red Diamonds – 2019–2021
- Eydison – Matsumoto Yamaga – 2012
- Ezequiel – Sanfrecce Hiroshima – 2020–

### F
- Fabão – Kashima Antlers – 2007
- Fabiano – Kashima Antlers, Vegalta Sendai – 2000–2003
- Fabinho de Jesus – Gamba Osaka, Shimizu S-Pulse – 2002, 2004
- Fabinho Felix – Cerezo Osaka, Yokohama FC – 2005, 2011
- Fabinho Santos – Oita Trinita, Albirex Niigata, Vegalta Sendai – 2002–2007
- Fábio – Fukushima United – 2013
- Fábio – Albirex Niigata – 2020
- Fábio Aguiar – SC Sagamihara, Yokohama F. Marinos, Gamba Osaka – 2012–2018
- Fábio Júnior – Kashima Antlers – 2004
- Fábio Lopes – Cerezo Osaka – 2011
- Fábio Nunes – Vegalta Sendai – 2004
- Fábio Pena – Roasso Kumamoto – 2010–2014
- Fábio Santos – Kashima Antlers – 2006
- Fábio Santos – Tokushima Vortis – 2009
- Fabio Simplicio – Cerezo Osaka, Vissel Kobe – 2012–2014
- Fabrício – Kyoto Sanga – 2000
- Fabrício – Jubilo Iwata – 2006–2007
- Fabrício – Kashima Antlers, Urawa Red Diamonds – 2016, 2018–2021
- Fagner – Montedio Yamagata, Albirex Niigata – 2009–2010
- Fefo – Gainare Tottori – 2013
- Felipe – Tochigi SC – 2015
- Felipe – Vegalta Sendai, Fukushima United – 2007
- Felipe Alves – Matsumoto Yamaga – 2013
- Felipe Barros – Yokohama FC – 2014–2017
- Felipe Félix – Consadole Sapporo, Kyoto Sanga, Giravanz Kitakyushu – 2013, 2015, 2018
- Felipe Garcia – Nagoya Grampus – 2017–2018
- Felipe Silva – Sanfrecce Hiroshima – 2017–2018
- Felipe Tavares – FC Ryukyu – 2020–2021
- Felipinho – FC Osaka, Tegevajaro Miyazaki – 2014–2017
- Felippe Cardoso – Vegalta Sendai – 2021–
- Fellipe Bertoldo – Oita Trinita, Verspah Oita – 2015
- Fellype Gabriel – Kashima Antlers – 2010–2012
- Ferdinando – Jubilo Iwata – 2014
- Fernando – Kashima Antlers – 2003–2006
- Fernando – Vissel Kobe – 2012
- Fernando Henrique Mariano – Avispa Fukuoka – 1998–1999
- Fernando Rech – Yokohama Flügels – 1997
- Fernandinho – Gamba Osaka, Shimizu S-Pulse, Kyoto Sanga, Oita Trinita, Vegalta Sendai, Ventforet Kofu, Gainare Tottori – 2004–2012, 2014–2021
- Ferreyra – Tokyo Verdy – 1992
- Ferrugem – Vissel Kobe, Ventforet Kofu – 2015, 2018
- Flávio Elias Cordeiro – Shonan Bellmare – 2006
- Foguinho – Vegalta Sendai – 2021–
- França – Kashiwa Reysol, Yokohama FC – 2005–2011
- Francismar – Kawasaki Frontale, Tokyo Verdy – 2007–2008
- Freire – Shimizu S-Pulse, Shonan Bellmare, V-Varen Nagasaki, FC Gifu – 2017–
- Freitas – Ventforet Kofu – 2001
- Fumagalli – Tokyo Verdy – 1998

### G
- Gabriel – Vissel Kobe – 2006–2007
- Gabriel França – Yokohama FC – 2021–
- Gabriel Morbeck – Jubilo Iwata, SC Sagamihara – 2018
- Gabriel Nascimento – Ventforet Kofu – 2022–
- Gabriel Pimba – Ventforet Kofu – 2012
- Gabriel Pires – FC Osaka – 2022–
- Gabriel Xavier – Nagoya Grampus, Consadole Sapporo – 2017–
- Galeano – Gamba Osaka – 2003
- Galvão – Sanfrecce Hiroshima, Ventforet Kofu – 2005, 2009
- Garça – Nagoya Grampus – 1992–1994
- Gavião – Jubilo Iwata – 2004
- Geílson – Albirex Niigata – 2003
- Genilson – Kawasaki Frontale – 1999
- Geovani – SC Sagamihara – 2019–2020
- Germano – Cerezo Osaka – 2007–2008
- Gerson – Renofa Yamaguchi – 2018
- Gil – Tokyo Verdy – 2005
- Gilmar – Tokyo Verdy, Yokohama FC – 2006, 2007, 2007
- Gilmar Rinaldi – Cerezo Osaka – 1995–1997
- Gilsinho – Jubilo Iwata, Ventforet Kofu, FC Gifu, Avispa Fukuoka – 2008–2011, 2013–2014, 2015, 2017
- Gilton – Cerezo Osaka, Albirex Niigata, Kashima Antlers – 2008–2010
- Giovani – Cerezo Osaka – 2007
- Gláucio – Avispa Fukuoka – 2006–2007
- Guga – Cerezo Osaka – 1996
- Guilherme – Tonan Maebashi, SC Sagamihara, Esperanza SC – 2018–
- Guilherme Almeida – Tokyo Verdy – 2014
- Guilherme Santos – Júbilo Iwata – 2018
- Gustavo – Montedio Yamagata – 2007
- Gustavo – Nagoya Grampus, Roasso Kumamoto – 2014–2017

### H
- Halef Pitbull – Mito HollyHock – 2020
- Harison – Urawa Red Diamonds, Vissel Kobe, Gamba Osaka – 2001–2003
- Heber Oliveira – FC Tokyo – 2006
- Heberty – Thespakusatsu Gunma, Cerezo Osaka, Vegalta Sendai – 2012–2013
- Henik – FC Gifu, Tochigi SC, Renofa Yamaguchi – 2014–
- Henrique – Tokyo Verdy – 1999
- Henrique – Tokyo Verdy −1998
- Henrique – Jubilo Iwata – 2007–2009
- Henrique Trevisan – Oita Trinita, FC Tokyo – 2021–
- Hugo Alcântara – Montedio Yamagata – 2011
- Hugo – Ventforet Kofu, Roasso Kumamoto, Fagiano Okayama – 2013–2014
- Hugo – Tokyo Verdy, Thespakusatsu Gunma – 2004, 2015
- Hulk – Kawasaki Frontale, Consadole Sapporo, Tokyo Verdy – 2005–2008

### I
- Igor Sartori – Kashima Antlers – 2011–2012
- Itacaré – Consadole Sapporo – 2007
- Iury – Renofa Yamaguchi – 2020
- Izaias – Yokohama FC – 2006

### J
- Jadílson – Consadole Sapporo – 2002
- Jael – FC Tokyo, FC Tokyo U-23, Matsumoto Yamaga – 2019–2020
- Jailton – Shonan Bellmare – 1999
- Jaílton Paraíba – Tokyo Verdy – 2019
- Jair – JEF United Chiba, Kashima Antlers – 2013–2014
- Jairo – Kyoto Sanga – 2014
- Japa – Cerezo Osaka, FC Osaka – 2006, 2013
- Jean – FC Tokyo, Shonan Bellmare – 2002–2010
- Jean Elias – Cerezo Osaka – 1997
- Jean Moser – Zweigen Kanazawa, Tochigi SC – 2014, 2015
- Jean Patric – Cerezo Osaka – 2022–
- Jean Patrick – Albirex Niigata – 2017
- Jeci – Kawasaki Frontale – 2012–2014
- Jeferson – Montedio Yamagata – 2000
- Jefferson  – Roasso Kumamoto – 2013
- Jefferson – Tokyo Verdy – 1999
- Jefferson – Sagan Tosu, Yokohama FC, Fagiano Okayama – 2003–2007
- Jesiel – Kawasaki Frontale – 2019–
- Jhonatan – Tochigi SC – 2015
- Jô – Nagoya Grampus – 2018–2020
- João Carlos – Cerezo Osaka – 2002–2003
- João Gabriel – SC Sagamihara, Tochigi City FC, Kagoshima United – 2017–2021
- João Paulo – Mito HollyHock – 2000
- João Paulo – Albirex Niigata – 2010–2011
- João Sales – Ventforet Kofu, Vegalta Sendai, Yokohama FC – 2008–2010
- João Schmidt – Nagoya Grampus, Kawasaki Frontale – 2019–
- João Siqueira – TIAMO Hirakata – 2022–
- Jonathan Reis – Consadole Sapporo, Albirex Niigata – 2016–2018
- Jonílson – Vegalta Sendai – 2007
- Jorge Wagner – Kashiwa Reysol, Kashima Antlers – 2011–2014
- Jorginho – Omiya Ardija, Ventforet Kofu – 2000–2003
- Jorginho – Nagoya Grampus, Sanfrecce Hiroshima, Tokushima Vortis, FC Gifu – 2004–2007
- Jorginho – Kashima Antlers – 1995–1998
- Jorginho Putinatti – Nagoya Grampus – 1990–1994
- José Reginaldo Vital – Gamba Osaka, Consadole Sapporo – 2000–2003
- Josimar – Ventforet Kofu, Ehime FC, Tokyo Verdy – 2006–2012
- Josue – Sagan Tosu, FC Machida Zelvia – 2007–2009
- Julinho – Consadole Sapporo, Renofa Yamaguchi – 2016–2018
- Júlio César – Tokyo Verdy – 1998
- Julio César Pinheiro – Kyoto Sanga – 2006
- Julio Rossi – Avispa Fukuoka – 1997
- Junior – Kyoto Sanga – 1998
- Junior Dutra – Kyoto Sanga, Kashima Antlers – 2010–2012
- Júnior – Shonan Bellmare – 1995
- Juan Alano – Kashima Antlers – 2020–
- Júnior Maranhão – Oita Trinita – 2007
- Juninho – FC Osaka, Kyoto Sanga, Tochigi SC – 2015–
- Juninho – Kawasaki Frontale, Kashima Antlers – 2003–2013
- Juninho – Shimizu S-Pulse, Ventforet Kofu, Sagan Tosu, ReinMeer Aomori – 2002–2003, 2017–2018
- Juninho Fonseca – Tokyo Verdy – 1991–1992
- Junior – Sagan Tosu – 2003
- Jussiê – Kashiwa Reysol – 2003
- Jymmy França – Shimizu S-Pulse, Tokyo Verdy – 2012

### K
- Kaio – Cerezo Osaka, Yokohama FC – 2008–2013
- Kaique da Silva – Thespakusatsu Gunma – 2014–2015
- Kaique Mafaldo – V-Varen Nagasaki – 2022–
- Kaique Vergilio – Thespakusatsu Gunma – 2014–2015
- Katatau – Yokohama FC – 2007
- Kauã – Fujieda MYFC – 2022–
- Kayke – Yokohama F. Marinos – 2016–2018
- Kelly – FC Tokyo – 2001–2004
- Kempes – Cerezo Osaka, JEF United Chiba – 2012–2014
- Kerlon – Fujieda MYFC – 2012–2014
- Kiros – Kyoto Sanga – 2016
- Kléber – Yokohama FC – 2021–
- Kleber Romero – Consadole Sapporo – 1999
- Klebinho – Tokyo Verdy – 2019–2021
- Kleiton Domingues – Tokushima Vortis, FC Gifu – 2014

### L
- Lange – Cerezo Osaka, Gamba Osaka – 1987–1992
- Lê – Ventforet Kofu – 2004
- Leandro – Tokyo Verdy – 2008–2009
- Leandro – Vegalta Sendai, Fukushima United – 2007
- Leandro Damião – Kawasaki Frontale – 2019–
- Leandro Domingues – Kashiwa Reysol, Nagoya Grampus, Yokohama FC – 2010–2015,2017–2020
- Leandro Euzébio – Omiya Ardija – 2007–2008
- Leandro Love – Vissel Kobe – 2006
- Leandro Montera – Omiya Ardija, Montedio Yamagata, Vissel Kobe, Gamba Osaka, Tokyo Verdy – 2005–2008, 2012–2020
- Leandro Moura – Kashima Antlers, FC Tokyo – 2017–
- Leandro Oliveira – Thespakusatsu Gunma – 2015
- Leandro Pereira – Matsumoto Yamaga, Sanfrecce Hiroshima, Gamba Osaka – 2019–
- Leandro Rodrigues – Oita Trinita – 2001
- Leandro Simioni – Yokohama F. Marinos – 2001
- Leandro Vieira – Kyoto Sanga FC – 2004
- Lenny – Ventforet Kofu – 2013
- Léo – Yokohama F. Marinos – 2002
- Léo Ceará – FC Ryukyu, Yokohama F. Marinos – 2016, 2021–
- Leo Kenta – Roasso Kumamoto – 2021–
- Léo Mineiro – FC Gifu, Avispa Fukuoka, Fagiano Okayama, FC Imabari – 2015–2016, 2018–2021
- Léo Rocha – FC Gifu – 2016
- Léo San – Montedio Yamagata – 2004–2009
- Léo Silva – Albirex Niigata, Kashima Antlers, Nagoya Grampus – 2013–
- Leonardo – Kashima Antlers – 1994–1996
- Leonardo – Gainare Tottori, Albirex Niigata, Urawa Red Diamonds – 2018–2020
- Leonardo Kalil – Albirex Niigata – 2016
- Leozinho – SC Sagamihara, FC Maruyasu Okazaki, Tochigi Uva FC – 2015–2020
- Lincoln – Avispa Fukuoka, Shonan Bellmare, Thespakusatsu Gunma – 2007–2012
- Lincoln – Vissel Kobe – 2021–
- Lindomar – Albirex Niigata – 2001
- Lins – Gamba Osaka, Ventforet Kofu, FC Tokyo – 2014–2018
- Lipe Veloso – FC Tokyo, FC Tokyo U-23 – 2017–2018
- Lobão – Cerezo Osaka – 2005–2007
- Lopes Tigrão – Vegalta Sendai, Yokohama F. Marinos – 2006–2008
- Luan – V-Varen Nagasaki – 2020–2021
- Lucas Fernandes – Consadole Sapporo – 2019–
- Lucão – Shonan Bellmare – 2011
- Lucão – Kagoshima United, Zweigen Kanazawa, Matsumoto Yamaga – 2019–
- Lucas – FC Tokyo, Gamba Osaka – 2004–2013
- Lucas – Gamba Osaka – 2006
- Lucas – SC Sagamihara – 2016
- Lucas Daubermann – Kataller Toyama, Kochi United SC, Toyama Shinjo – 2018–
- Lucas Gaúcho – Thespakusatsu Gunma – 2016
- Lucas Fernandes – Consadole Sapporo – 2019–
- Lucas Mineiro – Cerezo Osaka – 2020
- Lucas Morelatto – Iwate Grulla Morioka – 2020–
- Luciano – Oita Trinita, Sagan Tosu – 2000–2001
- Luis Alberto – Kashima Antlers – 2014
- Luís Henrique – Kataller Toyama – 2022–
- Luís Müller – Gamba Osaka – 1992–1993
- Luis Robson – Gamba Osaka, Consadole Sapporo – 1992–1993, 2002
- Luiz – Shonan Bellmare – 1996
- Luiz – Kawasaki Frontale – 2000–2001
- Luiz Carlos – Kyoto Sanga – 1995–1997
- Luiz Fernando – FC Osaka – 2021–
- Luizão – Nagoya Grampus – 2005
- Luizinho Vieira – Gamba Osaka – 1999
- Lukian – Jubilo Iwata, Avispa Fukuoka – 2019–
- Lulinha – Júbilo Iwata, Montedio Yamagata – 2020–2021

### M
- Magno Alves – Oita Trinita, Gamba Osaka – 2004–2007
- Magno Cruz – Cerezo Osaka – 2015
- Magnum – Kawasaki Frontale, Nagoya Grampus – 2006–2010
- Magrão – Tokyo Verdy, Gamba Osaka – 1996–1997
- Maguinho – Kawasaki Frontale, Yokohama FC – 2019–2021
- Magrão – Yokohama F. Marinos – 2005–2006
- Maicon Souza – Montedio Yamagata – 2011
- Maranhão – Ventforet Kofu, Tokyo Verdy – 2008, 2009–2012, 2015
- Marcão – Shimizu S-Pulse – 1993
- Marcão – Kashiwa Reysol – 1998
- Marcão – Kawasaki Frontale – 2006
- Marcel – Vissel Kobe – 2009
- Marcel Sacramento – Albirex Niigata – 2005
- Marcelinho Carioca – Gamba Osaka – 2002
- Marcelo – Cerezo Osaka – 2001
- Marcelo Labarthe – Ventforet Kofu – 2009
- Marcelo Mabilia – Jubilo Iwata – 1997
- Marcelo Mattos – FC Tokyo, Oita Trinita – 2002
- Marcelo Miguel – Shimizu S-Pulse – 1995–1996
- Marcelo Ramos – Nagoya Grampus, Sanfrecce Hiroshima – 2001–2003
- Marcelo Soares – Vegalta Sendai – 2009
- Marcinho – Kawasaki Frontale – 2021–
- Marcio Alves – Consadole Sapporo, FC Machida Zelvia – 2012–2013
- Márcio Araújo – Kashiwa Reysol – 2007
- Márcio Richardes – Albirex Niigata, Urawa Red Diamonds – 2009–2014
- Marco – Shimizu S-Pulse – 1995
- Marco Antonio – Shimizu S-Pulse – 1992–1993
- Marco Brito – Yokohama F. Marinos – 2001
- Marco Tulio – Albirex Niigata – 2000
- Marcos Antônio – Kashiwa Reysol – 2006
- Marcos Aurélio – Shimizu S-Pulse – 2008
- Marcos Aurélio – Avispa Fukuoka, Kawasaki Frontale – 1998, 2002
- Marcos Júnior – Yokohama F. Marinos – 2019–
- Marcos Paulo – Yokohama FC, Shimizu S-Pulse – 2007–2009
- Marcus – Albirex Niigata, Kawasaki Frontale, Tokyo Verdy, Yokohama F. Marinos – 2002–2007
- Marcus Índio – FC Imabari – 2022–
- Mário César – Yokohama F. Marinos – 1992
- Marlon – Thespakusatsu Gunma – 2006–2007
- Marlon – Kawasaki Frontale – 2002
- Marquem – Vegalta Sendai – 2002–2003
- Marques – Nagoya Grampus, Yokohama F. Marinos – 2003–2007
- Marquinho – Montedio Yamagata, Albirex Niigata, Kawasaki Frontale, Mito HollyHock, Tonan Maebashi – 1997–1998, 2001–2002, 2004–2010
- Marquinhos – Kyoto Sanga – 2003
- Marquinhos – Cerezo Osaka – 1994–1996
- Marquinhos – Tokyo Verdy, Yokohama F. Marinos, JEF United Chiba, Shimizu S-Pulse, Kashima Antlers, Vegalta Sendai, Vissel Kobe – 2001–2015
- Marquinhos Paraná – Jubilo Iwata, Ventforet Kofu – 2007, 2013–2016
- Martinez – Cerezo Osaka – 2009–2011
- Matheus – Thespakusatsu Gunma – 2016–2017
- Matheus Ferraz – FC Tokyo – 2014
- Matheus Jesus – Gamba Osaka – 2018
- Matheus Leiria – Kataller Toyama – 2021–
- Matheus Sávio – Kashiwa Reysol – 2019–
- Matheus Vidotto – Tokyo Verdy – 2020–
- Maurício – Kashiwa Reysol – 2000
- Mauricio Antonio – Urawa Red Diamonds – 2017–2021
- Mauricio Salles – Omiya Ardija – 2007
- Mateus – Omiya Ardija, Nagoya Grampus – 2014–
- Max Carrasco – Vegalta Sendai – 2011
- Maxsandro – Consadole Sapporo – 2002
- Mazinho – Vissel Kobe – 2013
- Mazinho – Kashima Antlers, Kawasaki Frontale – 1995–2000
- Mazola – Urawa Red Diamonds – 2011
- Mendes – Zweigen Kanazawa, Tochigi SC, Ventforet Kofu, Kyoto Sanga – 2015–
- Mert Nobre – Kashiwa Reysol – 2003
- Michael – JEF United Chiba, Albirex Niigata – 2008–2012
- Miguel Bianconi – Kamatamare Sanuki – 2016
- Milton Cruz – Tokyo Verdy, Yokohama F. Marinos, Kashima Antlers – 1988–1992
- Milton Júnior – SC Sagamihara – 2019–2020
- Mineiro – Gamba Osaka – 2008
- Mineiro – Kyoto Sanga – 1997
- Mirandinha – Shimizu S-Pulse, Shonan Bellmare – 1992–1994
- Moabe Platini – Oita Trinita, MIO Biwako Shiga – 2006–2007
- Moacir – Tokyo Verdy – 1998
- Moisés – Avispa Fukuoka – 2015
- Müller – Kashiwa Reysol – 1995–1996
- Muriqui – FC Tokyo – 2016

### N
- Nádson – Vegalta Sendai – 2008
- Nasa – Yokohama F. Marinos – 2001–2002
- Nasa – Kyoto Sanga, Albirex Niigata – 1999–2000
- Nathan Ribeiro – Kashiwa Reysol – 2018
- Nelsinho – Kashiwa Reysol – 1993–1995
- Neto – Albirex Niigata – 2005
- Neto Baiano – JEF United Chiba, Kashiwa Reysol – 2009–2010, 2012
- Neto Volpi – Shimizu S-Pulse – 2020
- Nildo – Tokyo Verdy, Consadole Sapporo, Fukushima United FC, Suzuka Point Getters – 2014–2015, 2017–2021
- Nilson – Ventforet Kofu – 2016
- Nilson – Sagan Tosu – 2013
- Nilton – Vissel Kobe – 2016–2017
- Nivaldo – Montedio Yamagata, Shonan Bellmare – 2003, 2006

### O
- Obina – Matsumoto Yamaga – 2015–2016
- Oscar – Yokohama F. Marinos – 1987–1989
- Oséas – Vissel Kobe, Albirex Niigata – 2002–2004
- Osmar – Oita Trinita – 2006
- Osmar Francisco – Avispa Fukuoka, Ehime FC, Mito HollyHock – 2012–2014

### P
- Pablo – FC Ryukyu, Kataller Toyama – 2016–2017
- Pablo – Cerezo Osaka – 2015
- Pablo Diogo – Vegalta Sendai – 2016–2017
- Pará – Vegalta Sendai – 2020
- Patric – Kawasaki Frontale, Ventforet Kofu, Gamba Osaka, Gamba Osaka U-23, Sanfrecce Hiroshima – 2013–
- Patrick Vieira – Yokohama FC – 2013
- Paulão – Consadole Sapporo, Fukushima United, Mito HollyHock, Albirex Niigata, FC Gifu – 2013–2021
- Paulinho – Ventforet Kofu, Gamba Osaka, Oita Trinita – 2010–2013, 2015–2016
- Paulinho – Nagoya Grampus – 1991–1992
- Paulinho McLaren – Shonan Bellmare – 1996
- Paulinho – Tokyo Verdy – 1992–1993
- Paulinho – Tochigi SC, Kawasaki Frontale, JEF United Chiba, Shonan Bellmare, Matsumoto Yamaga, Fagiano Okayama – 2010–
- Paulo Baya – Ventforet Kofu – 2021
- Paulo Henrique – JEF United Chiba, Vegalta Sendai – 1999
- Paulo Jamelli – Kashiwa Reysol, Shimizu S-Pulse – 1997, 2004
- Paulo Magino – Kyoto Sanga – 1999
- Paulo Rodrigues Barc – Tokyo Verdy – 1993–1994
- Pedrinho – Kawasaki Frontale – 2000
- Pedro Henrique – Fujieda MYFC – 2022–
- Pedro Júnior – Omiya Ardija, Albirex Niigata, Gamba Osaka, FC Tokyo, Vissel Kobe, Kashima Antlers – 2007–2011, 2014–2018
- Pedro Raúl – Kashiwa Reysol – 2021
- Pereira – Tokyo Verdy, Consadole Sapporo – 1992–1998
- Pereira – Oita Trinita – 2021–
- Perez – Mito HollyHock – 2000
- Pericles – Gamba Osaka, Cerezo Osaka, Sagan Tosu, Gainare Tottori – 1991–1995, 1998–2000, 2003–2004
- Pingo – Cerezo Osaka – 2006
- Pintado – Cerezo Osaka – 1998
- Pita – Shonan Bellmare, Nagoya Grampus – 1991–1993
- Popó – Kashiwa Reysol, Urawa Red Diamonds, Vissel Kobe – 2008–2012

### R
- Rafael – Oita Trinita – 2006
- Rafael Bastos – Consadole Sapporo – 2009
- Rafael Marques – Omiya Ardija, Ventforet Kofu – 2009–2010, 2020–2021
- Rafael Ratão – Albirex Niigata – 2015
- Rafael Scheidt – Kawasaki Frontale – 1997
- Rafael Silva – Albirex Niigata, Urawa Red Diamonds – 2014–2017
- Rafaelson – Vegalta Sendai – 2018
- Rafinha – Avispa Fukuoka, Thespakusatsu Gunma, Gamba Osaka, Yokohama F. Marinos – 2007, 2010–2012, 2014–2016
- Ramazotti – Avispa Fukuoka, Gainare Tottori – 2011, 2014
- Ramon Lopes – Vegalta Sendai, Kashiwa Reysol – 2014–2020
- Ramon – Tokyo Verdy – 2003
- Ramon – FC Ryukyu, Gainare Tottori – 2019–2021
- Ramón – Consadole Sapporo – 2012
- Ranieli – Avispa Fukuoka – 1999
- Raphael Macena – Shonan Bellmare – 2012
- Raudnei – Kyoto Sanga – 1996
- Reginaldo – JEF United Chiba – 2012
- Regis Felisberto Masarim – Kashima Antlers – 1992–1993
- Regis Pitbull – Kyoto Sanga – 2000
- Régis Silva – Nagoya Grampus – 2014
- Renan – Consadole Sapporo, Fukushima United – 2014, 2017
- Renan Mota – Kyoto Sanga – 2019–2020
- Reinaldo – Kashiwa Reysol, JEF United Chiba – 2005, 2007–2008
- Reinaldo Alagoano – Vegalta Sendai – 2010
- Reinaldo Vicente Simão – Shonan Bellmare – 1995–1997
- Renan – Renofa Yamaguchi – 2018–
- Renato – Ventforet Kofu – 2022–
- Renato Augusto – Shimizu S-Pulse – 2019–
- Renatinho – Kawasaki Frontale – 2008–2010
- Renatinho – Kawasaki Frontale – 2012–2015
- Renato – Yokohama F. Marinos, Kashiwa Reysol – 1989–1993
- Renato – Ventforet Kofu – 2012
- Renato Cajá – Kashima Antlers – 2012
- René Santos – Kawasaki Frontale – 2012
- Rhayner – Kawasaki Frontale, Sanfrecce Hiroshima, Yokohama FC – 2017, 2019–
- Ricardinho – Kashiwa Reysol – 2002
- Ricardinho – Consadole Sapporo – 1999
- Ricardinho – Kashiwa Reysol, Kashima Antlers – 2002–2006
- Ricardinho – FC Tokyo – 2010
- Rick – Tokyo Verdy – 2006
- Ricardo – Kashima Antlers, Vegalta Sendai, Sanfrecce Hiroshima, Kyoto Sanga – 1998–2006
- Ricardo Graça – Júbilo Iwata – 2022–
- Ricardo Lobo – Tochigi SC, Kashiwa Reysol, JEF United Chiba – 2010–2012, 2016
- Ricardo Santos – Cerezo Osaka, Cerezo Osaka U-23, Fagiano Okayama – 2016–2018
- Ricardo Souza Silva – Nagoya Grampus, Shonan Bellmare, Kawasaki Frontale – 1997–2001
- Rick – Tokyo Verdy – 2006
- Richardson – Kashiwa Reysol – 2019–2021
- Rinaldo – Gamba Osaka – 2009
- Riuler – Veroskronos Tsuno, Shonan Bellmare, FC Osaka – 2019–2021
- Robert – Consadole Sapporo – 2003
- Robert – Kawasaki Frontale – 2003
- Robert – Kashiwa Reysol – 2003
- Roberto – FC Tokyo – 2011–2013
- Roberto – Avispa Fukuoka, Oita Trinita, Sagan Tosu, Yokohama FC, FC Tokyo – 2004–2012
- Roberval Davino – IEC FC – 1992
- Róbson – Oita Trinita – 2003
- Robson – Kawasaki Frontale – 2013
- Robson Ponte – Urawa Red Diamonds – 2005–2010
- Rodrigo – Jubilo Iwata – 2008–2010
- Rodrigo Angelotti – Kashiwa Reysol – 2021–
- Rodrigo Batata – Yokohama Flügels – 1995
- Rodrigo Cabeça – Matsumoto Yamaga, Kataller Toyama, Nankatsu SC, Esperanza SC – 2013, 2017–2021
- Rodrigo Gral – Jubilo Iwata, Yokohama F. Marinos, Omiya Ardija – 2002–2006
- Rodrigo Mancha – Oita Trinita – 2013
- Rodrigo Maranhão – Zweigen Kanazawa – 2018
- Rodrigo Mendes – Kashima Antlers, Oita Trinita – 1996–1997, 2003
- Rodrigo Pimpão – Cerezo Osaka, Omiya Ardija – 2011
- Rodrigo Souto – Jubilo Iwata – 2011–2012
- Rodrigo Tiuí – Fukushima United – 2015–2017
- Rodolfo – Montedio Yamagata, Zweigen Kanazawa – 2019–2021
- Roger – Kashiwa Reysol – 2010–2011
- Roger Machado – Vissel Kobe – 2004–2005
- Roger Gaúcho – Albirex Niigata – 2014–2015
- Rogerinho – Vissel Kobe – 2011
- Rogério Corrêa – Shimizu S-Pulse – 2005
- Romarinho – Zweigen Kanazawa – 2016
- Romildo – Nagoya Grampus – 2000
- Rômulo – SC Sagamihara – 2020–2021
- Ronaldão – Shimizu S-Pulse – 1994–1995
- Ronaldo – Shimizu S-Pulse – 2021–
- Ronaldo Henrique Silva – Yokohama FC – 2014
- Rôni – Yokohama F. Marinos, Gamba Osaka – 2008
- Roni – Sagan Tosu – 2013
- Rony – Albirex Niigata – 2017–2018
- Ruan – FC Ryukyu – 2006
- Rudnei – Ventforet Kofu – 2011

### S
- Sabia – Tochigi SC, Matsumoto Yamaga, FC Machida Zelvia – 2011–2015
- Saldanha – JEF United Chiba – 2021–
- Samir – Avispa Fukuoka – 2012
- Samuel Alves – SC Sagamihara, FC Maruyasu Okazaki – 2017–2020
- Samuel – Sagan Tosu – 2009
- Samuel – Oita Trinita – 2022–
- Sandro – JEF United Chiba – 2003–2004
- Sandro – JEF United Chiba, Honda FC, FC Tokyo, Oita Trinita – 1992–2004
- Sandro – Renofa Yamaguchi – 2020–
- Santos – Shonan Bellmare – 2003
- Saulo – Albirex Niigata – 1999
- Saulo Mineiro – Yokohama FC – 2021–
- Schwenck – Vegalta Sendai – 2005
- Sérgio – Albirex Niigata, Avispa Fukuoka – 1999–2003
- Sérgio Manoel – Cerezo Osaka – 1996–1997
- Sérgio Soares – Kyoto Sanga – 1996
- Sergino – Matsumoto Yamaga – 2017–2020
- Serginho – Kashima Antlers – 2018–2020
- Serginho Baiano – Oita Trinita – 2007
- Sidiclei – Gamba Osaka, Montedio Yamagata, Kyoto Sanga, Oita Trinita, Vissel Kobe – 1990–2009
- Sidmar – Shimizu S-Pulse, Fujieda MYFC – 1993–1995, 2017
- Silas Pereira – Kyoto Sanga – 1998–1999
- Silva – Shonan Bellmare – 2002
- Silvinho – Vegalta Sendai, Albirex Niigata, Yokohama FC – 2002–2007, 2010
- Silvinho – Albirex Niigata – 2019–2020
- Souza – Cerezo Osaka – 2016–2020

### T
- Taílson – Gamba Osaka – 1999
- Talles Cunha – SC Sagamihara – 2015
- Tartá – Kashima Antlers – 2011
- Tatico – Okinawa Kariyushi FC, FC Ryukyu, Giravanz Kitakyushu, Unsommet Iwate Hachimantai, Tonan Maebashi, ReinMeer Aomori, FC Osaka – 2003–2004, 2007–2013
- Thales Paula – Roasso Kumamoto – 2021–
- Thalles – Albirex Niigata – 2018
- Thiago – Matsumoto Yamaga – 2012
- Thiago Galhardo – Albirex Niigata – 2017
- Thiago Martinelli – Cerezo Osaka – 2009
- Thiago Martins – Yokohama F Marinos – 2018–2021
- Thiago Neves – Vegalta Sendai – 2006
- Thiago Quirino – Consadole Sapporo, Ventforet Kofu, Shonan Bellmare, Oita Trinita, Kagoshima United – 2009–2016, 2018
- Thiago Santana – Shimizu S-Pulse – 2021–
- Thiago Silva – Matsumoto Yamaga – 2012
- Tiago Alves – Shimizu S-Pulse, Sagan Tosu, Gamba Osaka, Fagiano Okayama – 2017, 2019–
- Tiago – Nagoya Grampus, FC Gifu – 2013–2014
- Tiago – Sanfrecce Hiroshima, Fagiano Okayama – 2004, 2011–2012
- Tiago Leonço – JEF United Chiba – 2022–
- Tiago Pagnussat – Nagoya Grampus – 2022–
- Tico – Montedio Yamagata – 2005
- Thiego – Kyoto Sanga – 2010
- Tinga – Jubilo Iwata – 2014
- Tinga – Kawasaki Frontale – 1999
- Tiquinho – SC Sagamihara – 2018
- Toninho – Tokyo Verdy, Consadole Sapporo, Urawa Red Diamonds – 1991–1996
- Toninho – Omiya Ardija – 2001–2006
- Toninho Cecílio – Cerezo Osaka – 1994–1995
- Toró – SC Sagamihara – 2014–2016, 2018
- Tozin – Sagan Tosu – 2009, 2012
- Túlio – Oita Trinita – 2005–2006

### U
- Ueslei – Sanfrecce Hiroshima, Oita Trinita – 2006–2009

### V
- Vagner – Ventforet Kofu – 2001
- Válber – Yokohama Flügels, Yokohama F. Marinos – 1994, 1997, 1999
- Valci Júnior – Gainare Tottori – 2016
- Valdir Benedito – Kashiwa Reysol – 1995–1997
- Valdo – Shimizu S-Pulse – 2020–
- Valdo Filho – Nagoya Grampus – 1997–1998
- Valdney – Kawasaki Frontale, Oita Trinita – 1998, 2000
- Vinicius – Vegalta Sendai – 2017
- Vinícius Faria – FC Ryukyu – 2022–
- Vinícius Araújo – Montedio Yamagata, Machida Zelvia – 2020–
- Vitor Gabriel – Gainare Tottori – 2018–2019

### W
- Wagner – Shonan Bellmare, Tokushima Vortis, Kashiwa Reysol – 1992–1996
- Wágner – Cerezo Osaka – 2001
- Walmerson – Tokyo Verdy – 2019
- Walter – Jubilo Iwata, Honda FC, Consadole Sapporo, Montedio Yamagata – 1993–1999
- Wanderson – Iwate Grulla Morioka – 2020
- Washington – Nagoya Grampus, Renofa Yamaguchi – 2017–2018
- Washington – Tokyo Verdy, Urawa Red Diamonds – 2005–2007
- Washington – Montedio Yamagata – 2000
- Washington – FC Tokyo – 2006
- Washington – Cerezo Osaka – 2001
- Weberton – Ventforet Kofu – 2009
- Wellington – Avispa Fukuoka, Vissel Kobe – 2015–2019
- Wellington – Shonan Bellmare – 2021–
- Wellington Katzor – Avispa Fukuoka, Giravanz Kitakyushu – 2009–2010
- Wellington Rato – V-Varen Nagasaki – 2021
- Wellington Silva – Tokushima Vortis – 2008
- Wellington Silva – Gamba Osaka – 2021–
- Wescley – Vissel Kobe – 2017–2019
- Weslley – SC Sagamihara, Tokyo Verdy, Iwaki FC, Kagoshima United – 2013–2016, 2019–
- Weslley – Shonan Bellmare – 2016
- Will – Consadole Sapporo, Yokohama F. Marinos, Oita Trinita – 2001–2003
- William – Kyoto Sanga, SP Kyoto FC – 2008–2009
- William Alves – Fujieda MYFC – 2007
- William Henrique – Ventforet Kofu – 2015
- William Matheus – Shimizu S-Pulse – 2021–
- William Pottker – Ventforet Kofu – 2013
- Willian Lira – Ventforet Kofu – 2021–
- Willian Popp – Avispa Fukuoka – 2017
- Willian Rocha – Nagoya Grampus – 2018
- Willian Xavier – Vegalta Sendai – 2007
- Willians Santana – Matsumoto Yamaga – 2015–2016
- Wilson – Vegalta Sendai, Ventforet Kofu – 2012–2017
- Wolnei Caio – Kashiwa Reysol – 1995

### Y
- Yuri – Gainare Tottori – 2019
- Yuri – Tochigi SC – 2019
- Yuri Mamute – SC Sagamihara – 2020–2021

### Z
- Zé Carlos – Gamba Osaka – 2010
- Zé Carlos – Cerezo Osaka – 2005–2007
- Zé Luís – Tokyo Verdy – 2006–2007
- Zé Roberto – Kashiwa Reysol – 2004
- Zé Sérgio – Kashiwa Reysol – 1989–1991
- Zico – Kashima Antlers – 1991–1994
- Zinho – Yokohama Flügels – 1995–1997

## Bulgaria
- Hristo Stoichkov – Kashiwa Reysol – 1998–1999
- Ilian Stoyanov – JEF United Chiba, Sanfrecce Hiroshima, Fagiano Okayama – 2005–2011
- Kiril Metkov – Gamba Osaka – 1993–1994
- Neško Milovanović – Sanfrecce Hiroshima – 2002[b SRB−YUG]

## Burkina Faso
- Bertrand Mac Gildas Oubida – FC Ryukyu – 2015
- Dieudonné Minoungou – FC Ryukyu – 2008
- Wilfried Sanou – Urawa Red Diamonds, Kyoto Sanga FC – 2010, 2012–2013

## Cambodia
- Chan Vathanaka – Fujieda MYFC – 2017

## Cameroon
- Achille Emaná – Tokushima Vortis – 2016
- Cyrille Ndongo-Keller – Yokohama Flügels – 1997
- Edwin Ifeanyi – FC Tokyo, Tokyo Verdy, Omiya Ardija, Oita Trinita, Montedio Yamagata – 1995–2000
- John Mary – Avispa Fukuoka – 2021
- Michel Pensée – Sanfrecce Hiroshima – 2002
- Noah Devena Fortune – TIAMO Hirakata – 2022–
- Olivier Boumal – Yokohama F. Marinos – 2018
- Patrick M'Boma – Gamba Osaka, Tokyo Verdy, Vissel Kobe – 1997–2005
- Stephen Tataw – Sagan Tosu – 1995–1996

## Canada
- Dejan Jaković – Shimizu S-Pulse – 2014–2016[b CRO−YUG]
- Issey Nakajima-Farran – Albirex Niigata – 2003[c SIN U21]
- Matt Lam – JEF United Chiba – 2011
- Paris Nakajima-Farran – Dezzolla Shimane, Tokyo 23 FC – 2013–2014[b JPN]

## Chile
- Byron Vásquez – Iwaki FC, Tokyo Verdy – 2019–
- Francisco Fernández – Mito Hollyhock – 2003
- Frank Lobos – Mito Hollyhock – 2003

## China
- Chen Yunhua – Iwate Grulla Morioka – 2018
- Gao Sheng – Kawasaki Frontale – 1991–1995
- Gao Tianyu – Iwate Grulla Morioka – 2019–2020
- Gao Zhunyi – Kataller Toyama, Avispa Fukuoka – 2014–2015
- Jia Xiuquan – Gamba Osaka – 1992–1993
- Ju Feng – Ehime FC – 2017
- Lü Hongxiang – Kawasaki Frontale, FC Tokyo – 1987–1991
- Lü Xuean – Shonan Bellmare, Iwate Grulla Morioka – 2018
- Ma Lin – NKK SC – 1992
- Ma Shuai – Unsommet Iwate Hachimantai – 2010–2011
- Shen Xiangfu – Kawasaki Frontale – 1988–1991
- Sun Jungang – Giravanz Kitakyushu – 2017
- Tang Yaodong – Tokushima Vortis – 1992
- Wang Baoshan – Tokushima Vortis – 1991–1993
- Wang Jianan – Sagan Tosu – 2020
- Wang Jingbin – Fagiano Okayama – 2016
- Wu Shaocong – Shimizu S-Pulse, Kyoto Sanga – 2018–2019
- Xu Xiaofei – Consadole Sapporo, Kamatamare Sanuki, Gainare Tottori, Mitsubishi Mizushima, Minami Club – 2005–2008, 2012
- Yang Fan – Iwate Grulla Morioka – 2017
- Zhao Dayu – Urawa Red Diamonds – 1988–1990
- Zhao Tianci – YSCC Yokohama – 2018–2019

## Chinese Taipei
- Lu Kun-chi – Iwate Grulla Morioka – 2007

## Colombia
- Arley Dinas – Shonan Bellmare – 2001
- Cristian Nazarit – FC Gifu, Consadole Sapporo – 2014–2015
- Danilson Córdoba – Consadole Sapporo, Nagoya Grampus, Avispa Fukuoka – 2009–2017
- Ever Palacios – Shonan Bellmare, Kashiwa Reysol – 2001–2004
- Fabián González Lasso – Jubilo Iwata – 2021–
- Félix Micolta – Avispa Fukuoka – 2019
- Hámilton Ricard – Shonan Bellmare – 2003
- Hernán Gaviria – Shonan Bellmare – 2001
- James Angulo – Shonan Bellmare – 2001
- Julián Estiven Vélez – Vissel Kobe, Tokushima Vortis – 2013–2015
- Jonathan Restrepo – Sagan Tosu, Oita Trinita – 2013–2014
- Nixon Perea – Vegalta Sendai – 1999
- Victor Ibarbo – Sagan Tosu, V-Varen Nagasaki – 2017–

## Croatia
- Alen Stanešić – Cerezo Osaka – 2003
- Andrej Panadić – Nagoya Grampus – 2002–2004
- Branko Hucika – Shonan Bellmare – 2000
- Dario Dabac – Sanfrecce Hiroshima – 2006–2008
- Goran Jurić – Yokohama F. Marinos – 2000
- Goran Rubil – Shonan Bellmare – 2005
- Igor Cvitanović – Shimizu S-Pulse – 2002
- Igor Jovićević – Yokohama F. Marinos – 1999
- Josip Barišić – Shonan Bellmare – 2005
- Karlo Bručić – Sagan Tosu – 2019
- Krunoslav Lovrek – Cerezo Osaka – 2004
- Mario Garba – Cerezo Osaka – 2004
- Matej Jonjic – Cerezo Osaka – 2017–
- Mato Neretljak – Omiya Ardija – 2009–2010
- Mihael Mikić – Sanfrecce Hiroshima, Shonan Bellmare – 2009–2017
- Mladen Mladenović – Gamba Osaka – 1996–1997
- Nino Bule – Gamba Osaka – 2000–2001
- Nino Galović – Sagan Tosu – 2019
- Stipe Plazibat – FC Gifu, V-Varen Nagasaki – 2013–2014, 2014–2015
- Stjepan Jukić – Sanfrecce Hiroshima – 2008
- Tomislav Erceg – Sanfrecce Hiroshima – 2002–2003
- Tomislav Marić – Urawa Red Diamonds – 2005
- Vjekoslav Škrinjar – Gamba Osaka – 1995–1996
- Vjeran Simunić – Yomiuri Soccer Club – 1983–1985

## Costa Rica
- Danny Carvajal – Tokushima Vortis, Mito HollyHock, FC Ryukyu – 2018–
- Giovanni Clunie – Zweigen Kanazawa – 2019
- Kenny Cunningham – Gainare Tottori – 2012
- Paulo Wanchope – FC Tokyo – 2007
- Roy Smith – Gainare Tottori – 2012

## Curaçao
- Quenten Martinus – Yokohama F. Marinos, Urawa Red Diamonds, Vegalta Sendai, Montedio Yamagata, Kyoto Sanga – 2016–[c NED U17]

## Czech Republic
- František Mysliveček – JEF United Chiba, Ventforet Kofu, Vegalta Sendai – 1992–1996
- Ivan Hašek – Sanfrecce Hiroshima, JEF United Chiba – 1994–1996
- Ivo Ulich – Vissel Kobe – 2005
- Július Bielik – Sanfrecce Hiroshima – 1991–1992
- Martin Hřídel – JEF United Chiba – 1992
- Martin Müller – Vissel Kobe – 2005
- Pavel Černý – Sanfrecce Hiroshima – 1992–1994
- Pavel Horváth – Vissel Kobe – 2004–2006
- Pavel Řehák – JEF United Chiba, Consadole Sapporo, Yokohama FC – 1991–1994, 1995–1996, 1999

## Democratic Republic of the Congo
- Ignace Moleka – Albirex Niigata – 1997–1998

## Denmark
- Alexander Scholz – Urawa Red Diamonds – 2021–
- Brian Steen Nielsen – Urawa Red Diamonds – 1996
- Kasper Junker – Urawa Red Diamonds – 2021–
- Michael Laudrup – Vissel Kobe – 1996–1997

## Egypt
- Osama Elsamni – Tokyo Verdy, Montedio Yamagata, YSCC Yokohama – 2007–2008, 2011–2016[b JPN]

## El Salvador
- Jaime Rodriguez – Yokohama Flügels – 1992–1993

## England
- Alan Irvine – Sanfrecce Hiroshima – 1989–1990
- David Hodgson – Sanfrecce Hiroshima – 1989–1990
- Don Goodman – Sanfrecce Hiroshima – 1998–1999
- Gary Lineker – Nagoya Grampus Eight – 1992–1994
- Jay Bothroyd – Júbilo Iwata, Consadole Sapporo – 2015–2021
- Ian Crook – Sanfrecce Hiroshima – 1997–1998
- Ian Griffiths – Sanfrecce Hiroshima – 1988–1990
- Mark Burke – Omiya Ardija – 1999–2000
- Russell Milton – Kashiwa Reysol – 1989
- Ryan Burge – Machida Zelvia – 2009
- Stuart Thurgood – Shimizu S-Pulse – 2000
- Tony Henry – Sanfrecce Hiroshima – 1989–1991

## France
- Andrea Blede – JEF Reserves, Kamatamare Sanuki – 2011–2015
- Basile Boli – Urawa Red Diamonds – 1996–1997[b CIV]
- Franck Durix – Nagoya Grampus – 1995–1996
- Gérald Passi – Nagoya Grampus – 1995
- Kévin Le Bras – Shibuya City – 2021–

## French Guiana
- Claude Dambury – Gamba Osaka – 1998–2001

## Gabon
- Frédéric Bulot – FC Gifu – 2019[c FRA U17][c FRA U18][c FRA U19][c FRA U21]

## Georgia
- David Mujiri – Sanfrecce Hiroshima – 2011

## Germany
- Cacau – Cerezo Osaka – 2014–2015[b BRA]
- Dirk Lehmann – Yokohama FC – 2003
- Dirk van der Ven – Yokohama FC – 2003
- Guido Buchwald – Urawa Red Diamonds – 1994–1997
- Frank Ordenewitz – JEF United Chiba, Vegalta Sendai – 1993–1994, 1996
- Jan-Ole Sievers – FC Gifu – 2019
- Lukas Podolski – Vissel Kobe – 2017–2020[b POL]
- Michael Rummenigge – Urawa Red Diamonds – 1993–1995
- Pierre Littbarski – JEF United Chiba, Vegalta Sendai – 1993–1994, 1996–1997
- Reinhard Stumpf – Vegalta Sendai – 1996
- Svend Brodersen – Yokohama FC – 2021–
- Uwe Bein – Urawa Red Diamonds – 1994–1997
- Uwe Rahn – Urawa Red Diamonds – 1993–1994

## Ghana
- Abdul Naza Alhassan – Shonan Bellmare – 2008
- Charles Dzisah – Nagoya Grampus – 2008–2009
- Emmanuel Oti Essigba – Vegalta Sendai – 2021
- Kim Grant – Shonan Bellmare – 2005
- Michael Tawiah – Vonds Ichihara – 2017
- Mohammed Faisal – Urawa Red Diamonds – 2010
- Owusu Benson – JEF United Chiba – 2000

## Greece
- Avraam Papadopoulos – Jubilo Iwata – 2016–2017[b AUS]
- Billy Konstantinidis – Ventforet Kofu – 2017[b AUS]

## Guam
- John Matkin – Iwate Grulla Morioka – 2011–2013[b USA]

## Guinea-Bissau
- Isma – Matsumoto Yamaga – 2019–2020 [c POR U17]
- Valdu Té – FC Imabari – 2021–2022
- Vladimir Soares Forbs – FC Osaka – 2013

## Honduras
- Saúl Martínez – Omiya Ardija – 2006

## Hong Kong
- Au Yeung Yiu Chung – YSCC Yokohama – 2021–

## India
- Arata Izumi – Mitsubishi Mizushima – 2006[b JPN]

## Indonesia
- Irfan Bachdim – Ventforet Kofu, Consadole Sapporo – 2014–2016[b NED]
- Pratama Arhan – Tokyo Verdy – 2022–
- Ricky Yacobi – Gamba Osaka – 1988
- Ryu Nugraha – Nagano Parceiro, Fukui United FC – 2019–[b JPN]
- Stefano Lilipaly – Consadole Sapporo – 2013[b NED][c NED U17]

## Italy
- Cristian Battocchio – Tokushima Vortis – 2021[b ARG]
- Daniele Massaro – Shimizu S-Pulse – 1995–1996
- Desmond N'Ze – Fujieda MYFC, FC Gifu – 2012–2014[b GHA]
- Giuseppe Zappella – Urawa Red Diamonds – 1998–1999
- Michele Canini – FC Tokyo – 2014–2015
- Salvatore Schillaci – Jubilo Iwata – 1994–1997

## Ivory Coast
- Bernard Allou – Nagoya Grampus – 1998
- Donald-Olivier Sié – Nagoya Grampus – 1996
- Hamed Koné – Gainare Tottori – 2008–2011
- Seydou Doumbia – Kashiwa Reysol, Tokushima Vortis – 2006–2008

## Kenya
- Ayub Masika – Vissel Kobe – 2021
- Ismael Dunga – Sagan Tosu, Kamatamare Sanuki – 2021–
- Michael Olunga – Kashiwa Reysol – 2018–2020

## Kosovo
- Benjamin Kololli – Shimizu S-Pulse – 2021–[b SUI]
- Besart Berisha – Sanfrecce Hiroshima – 2018–2019[c ALB]

## Latvia
- Kristaps Zommers – Nara Club – 2020
- Vitalijs Maksimenko – Omiya Ardija – 2020

## Lebanon
- Joan Oumari – Sagan Tosu, Vissel Kobe, FC Tokyo – 2018–[b GER]

## Liberia
- Lamie T Kiawu – Tokyo Verdy – 2000–2001

## Luxembourg
- Gerson Rodrigues – Jubilo Iwata – 2019[b POR]

## Malawi
- Jabulani Linje – YSCC Yokohama, Shibuya City – 2018–2019, 2021–

## Malaysia
- Hadi Fayyadh – Fagiano Okayama – 2019–
- Nazirul Naim Che Hashim – FC Ryukyu – 2013
- Wan Zack Haikal – FC Ryukyu – 2013–2014
- Tam Sheang Tsung – Avispa Fukuoka, Kataller Toyama, Gainare Tottori – 2013–2015

## Mexico
- Félix Cruz – Yokohama F. Marinos – 1983–1984

## Moldova
- Alexei Koșelev – Júbilo Iwata – 2021–

## Montenegro
- Anto Drobnjak – Gamba Osaka – 1998–1999
- Boris Tatar – FC Machida Zelvia – 2017
- Budimir Vujačić – Vissel Kobe – 1997–1998
- Dženan Radončić – Ventforet Kofu, Shimizu S-Pulse, Omiya Ardija, Oita Trinita – 2007, 2013–2014
- Igor Burzanović – Nagoya Grampus – 2009–2011
- Miodrag Božović – Avispa Fukuoka – 1998
- Nenad Maslovar – JEF United Chiba, Avispa Fukuoka – 1994–1999
- Željko Petrović – Urawa Red Diamonds – 1997–2000

## Morocco
- Abdeljalil Hadda – Yokohama F. Marinos – 2000
- Moestafa El Kabir – Sagan Tosu – 2016

## Mozambique
- Simão Mate Junior – Vegalta Sendai – 2019–2021

## Netherlands
- Alex Schalk - Urawa Red Diamonds - 2022–
- Alfred Nijhuis – Urawa Red Diamonds – 1997–1998
- André Paus – Jubilo Iwata, Kawasaki Frontale – 1994–1996
- Arno van Zwam – Jubilo Iwata – 2000–2003
- Calvin Jong-a-Pin – Shimizu S-Pulse, FC Machida Zelvia, Yokohama FC – 2011–2021
- Erik van Rossum – Tokyo Verdy, Albirex Niigata – 1993, 1995
- Gène Hanssen – Tokyo Verdy – 1993
- Gerald Vanenburg – Jubilo Iwata – 1993–1996
- Henny Meijer – Tokyo Verdy – 1993
- Jan Veenhof – Omiya Ardija – 1998–2000
- John van Loen – Sanfrecce Hiroshima – 1995
- Jordy Buijs – V-Varen Nagasaki, Tokushima Vortis, Kyoto Sanga, Fagiano Okayama – 2018–
- Lorenzo Ebecilio – Jubilo Iwata – 2019–2020
- Patrick Zwaanswijk – Oita Trinita – 2004–2005
- Pieter Huistra – Sanfrecce Hiroshima – 1995–1996
- Ralf Seuntjens – FC Imabari – 2022–
- Regillio Simons – Kyoto Sanga – 2003
- Richard Witschge – Oita Trinita – 2004
- Ron Jans – Sanfrecce Hiroshima – 1987–1988
- Sander van Gessel – JEF United Chiba – 2011
- Tarik Oulida – Nagoya Grampus, Consadole Sapporo – 1998–2003
- Thomas Bakker – Veertien Mie – 2017–2018

## New Zealand
- Kayne Vincent – Cerezo Osaka, Gainare Tottori, FC Gifu – 2007–2008, 2013
- Michael den Heijer – Kashiwa Reysol – 2014–2015
- Michael McGlinchey – Vegalta Sendai – 2014
- Michael Woud – Kyoto Sanga – 2022–
- Ryan De Vries – FC Gifu – 2018–2020[b RSA]
- Wynton Rufer – JEF United Chiba – 1996

## Nigeria
- Adebayo Adigun – Kashiwa Reysol, Tokyo Verdy – 2009–2010
- Chibueze Christian Simon  – Fukushima United – 2021–
- Emeka Basil – Tiamo Hirakata – 2021–
- Kenneth Otabor – Iwate Grulla Morioka – 2021–
- Momodu Mutairu – Kawasaki Frontale, Montedio Yamagata – 1996–1999
- Michael Obiku – Avispa Fukuoka – 1997–1998
- Origbaajo Ismaila – Fukushima United, Kyoto Sanga – 2019–
- Oriola Sunday – Tokushima Vortis − 2022–
- Peter Utaka – Shimizu S-Pulse, Sanfrecce Hiroshima, FC Tokyo, Tokushima Vortis, Ventforet Kofu, Kyoto Sanga – 2015–
- Promise Ugochukwu − YSCC Yokohama − 2020–
- Samuel Abiodun Saanumi – Tegevajaro Miyazaki, Veroskronos Tsuno – 2018–

## North Korea
- An Yong-hak – Albirex Niigata, Nagoya Grampus, Omiya Ardija, Kashiwa Reysol, Yokohama FC – 2002–2005, 2010–2012, 2014–2017[b JPN]
- An Byong-jun – Kawasaki Frontale, JEF United Chiba, Zweigen Kanazawa, Roasso Kumamoto – 2013–2018[b JPN]
- Han Ho-gang – Montedio Yamagata, Blaublitz Akita, Yokohama FC – 2016–2021[b JPN]
- Han Yong-thae – Matsumoto Yamaga, Kagoshima United, Tochigi SC, Iwate Grulla Morioka – 2019–[b JPN]
- Hwang Song-su – Jubilo Iwata, Thespakusatsu Gunma, Oita Trinita – 2010–2018[b JPN]
- Jong Tae-se – Kawasaki Frontale, Shimizu S-Pulse, Albirex Niigata, Machida Zelvia – 2006–2010, 2015–[b JPN]
- Kang Song-ho – Oita Trinita, Shimizu S-Pulse, Kyoto Sanga, Tokyo Verdy, Zweigen Kanazawa – 2010–2014[b JPN]
- Kim Jong-song – FC Korea, Jubilo Iwata, Consadole Sapporo – 1987–1998[b JPN]
- Kim Ki-su – Mito HollyHock, Fukushima United FC – 2005–2013[b JPN]
- Kim Song-gi – Cerezo Osaka, Vissel Kobe, Mito HollyHock, FC Machida Zelvia, Fujieda MYFC, Tochigi City, Nara Club, ReinMeer Aomori – 2011–2021[b JPN]
- Kim Song-min – FC Tokyo U-23 – 2019–2020[b JPN]
- Kim Song-sun – FC Ryukyu, Nara Club, Veertien Mie – 2018–2019, 2021–[b JPN]
- Kim Song-yong – Kyoto Sanga, Thespakusatsu Gunma – 2009–2012[b JPN]
- Kim Wi-man – JEF United Chiba, Tokushima Vortis – 2002–2006[b JPN]
- Mun In-ju – Gainare Tottori – 2022–
- Park Ri-ki – FC Ryukyu, Kochi United SC, FC Osaka, MIO Biwako Shiga – 2015–2021[b JPN]
- Park Seung-ri – FC Osaka, Thespakusatsu Gunma, Azul Claro Numazu, Tochigi CIty, Veroskronos Tsuno – 2015–[b JPN]
- Ri Han-jae – Sanfrecce Hiroshima, Consadole Sapporo, FC Gifu, FC Machida Zelvia – 2001–2020[b JPN]
- Ri Yong-jik – Tokushima Vortis, V-Varen Nagasaki, Kamatamare Sanuki, Tokyo Verdy, FC Ryukyu – 2013–[b JPN]
- Ryang Hyon-ju – FC Imabari, Tokyo Musashino United – 2021–
- Ryang Yong-gi – Vegalta Sendai, Sagan Tosu – 2004–[b JPN]
- Ryang Kyu-sa – Tokyo Verdy, Thespakusatsu Gunma, Fagiano Okayama – 2000, 2003, 2005–2006[b JPN]
- Son Jeong-ryun – Avispa Fukuoka, Renofa Yamaguchi – 2010–2014[b JPN]
- Son Min-chol – FC Ryukyu, FC Korea – 2009–2012[b JPN]

## North Macedonia
- Besart Abdurahimi – Cerezo Osaka – 2016
- Blazhe Ilijoski – FC Gifu – 2013
- Boban Babunski – Gamba Osaka – 1996–1998
- David Babunski – Yokohama F. Marinos, Omiya Ardija – 2017–2020
- Dorian Babunski – FC Machida Zelvia, Kagoshima United – 2017–2020
- Goce Sedloski – Vegalta Sendai – 2004
- Nikola Jakimovski – Nagoya Grampus – 2013
- Stevica Ristić – Shonan Bellmare – 2013

## Norway
- Fadel Karbon – FC Ryukyu – 2018
- Frode Johnsen – Nagoya Grampus, Shimizu S-Pulse – 2006–2010
- Ibba Laajab – Yokohama FC, Omiya Ardija – 2016–2022[b MAR]
- Mushaga Bakenga – Tokushima Vortis – 2021–
- Tarik Elyounoussi – Shonan Bellmare – 2020–[b MAR]
- Tor Hogne Aarøy – JEF United Chiba – 2011–2012
- Tore Pedersen – Sanfrecce Hiroshima – 1994–1995

## Panama
- Alfredo Anderson – Omiya Ardija – 2001
- Jorge Dely Valdés – Consadole Sapporo, Cerezo Osaka, Sagan Tosu, Omiya Ardija, Kawasaki Frontale – 1993–1998, 2001–2003
- Óscar Linton – FC Imabari – 2021

## Paraguay
- Ángel Ortiz – Shonan Bellmare – 2000
- Aureliano Torres – Kyoto Sanga – 2002
- Casiano Delvalle – Shonan Bellmare – 2005
- Daniel Sanabria – Shonan Bellmare, Kyoto Sanga – 2000, 2002
- Derlis Florentín – Mito HollyHock, Consadole Sapporo – 2005
- Francisco Arce – Gamba Osaka – 2003
- Guido Alvarenga – Kawasaki Frontale – 2000
- Jhonattan Matsuoka – Nagoya Grampus, SC Sagamihara, ReinMeer Aomori, Kamatamare Sanuki, Fukuyama City – 2019–
- Jorge Salinas – JEF United Chiba – 2017–2018
- José Ortigoza – Ventforet Kofu – 2013
- Juan Carlos Villamayor – Avispa Fukuoka – 1998–1999
- Richard Estigarribia – Kyoto Sanga – 2002
- Richart Báez – Avispa Fukuoka – 1996
- Roberto Torres – Jubilo Iwata – 1999–2000
- Santiago Salcedo – FC Tokyo – 2005–2006

## Peru
- David Soria Yoshinari – Consadole Sapporo – 1996–1997
- Erick Noriega – Shimizu S-Pulse, Machida Zelvia – 2020–2021[b JPN]
- Héctor Takayama – Sagan Tosu
- Jorge Hirano – Shonan Bellmare – 1980–1981
- Kazuyoshi Shimabuku – Albirex Niigata – 2021–

## Philippines
- Jefferson Tabinas – Kawasaki Frontale, FC Gifu, Gamba Osaka, Mito HollyHock – 2017–[b JPN]
- Paul Tabinas – Iwate Grulla Morioka – 2021–
- Satoshi Otomo – Vegalta Sendai, Sagan Tosu, Yokohama FC, Blaublitz Akita, FC Gifu, Tokyo Musashino City FC, Tokyo 23 FC – 2000–2005, 2006–2009, 2015–2016, 2019[b JPN]

## Poland
- Andrzej Kubica – Urawa Red Diamonds, Oita Trinita – 2000, 2001
- Jakub Słowik – Vegalta Sendai, FC Tokyo – 2019–
- Krzysztof Kaminski – Jubilo Iwata – 2015–2019
- Maciej Krakowiak – FC Imabari – 2017–2019
- Piotr Świerczewski – Gamba Osaka – 1999
- Piotr Sowisz – Kyoto Sanga – 2001
- Radosław Kamiński – Fujieda MYFC – 2015
- Tomasz Frankowski – Nagoya Grampus – 1996
- Jakub Świerczok – Nagoya Grampus – 2021–

## Portugal
- Alexandre Guedes – Vegalta Sendai, Albirex Niigata – 2020, 2022–
- Hugo Vieira – Yokohama F. Marinos, Consadole Sapporo – 2017–2018, 2020
- Marco Ferreira – Yokohama Flügels – 1998
- Miguel Simão – Sanfrecce Hiroshima – 2000
- Paulo Futre – Yokohama Flügels – 1998
- Tiago Alves – Montedio Yamagata – 2022–

## Qatar
- Ahmed Yasser – Vissel Kobe – 2018–2019
- Emerson Sheik – Consadole Sapporo, Kawasaki Frontale, Urawa Red Diamonds – 2000–2005     [b BRA][c BRA U20]

## Romania
- Cosmin Olăroiu – JEF United Chiba – 2000
- Gabriel Popescu – JEF United Chiba – 2005
- Ovidiu Burcă – JEF United Chiba – 2000
- Pavel Badea – Shonan Bellmare, Kashiwa Reysol, Avispa Fukuoka – 1998–2001
- Robert Vancea – JEF United Chiba – 1999

## Russia
- Akhrik Tsveiba – Gamba Osaka – 1994–1996[b GEO−URS][c URS][c CIS][UKR]
- Dmitri Radchenko – Jubilo Iwata – 1999–2000[b URS] [c URS]
- Igor Lediakhov – Yokohama Flügels – 1998[c CIS]
- Ippei Shinozuka – Yokohama F. Marinos, Omiya Ardija, Kashiwa Reysol, Albirex Niigata – 2017–[b JPN]
- Yuriy Nikiforov – Urawa Red Diamonds – 2003–2004[b UKR−URS][c URS U-16][c URS-U21][c CIS][c UKR]

## Scotland
- Austin MacPhee – FC Kariya – 2003–2006
- Colin Marshall – Machida Zelvia – 2012
- Scott McGarvey – Sanfrecce Hiroshima – 1990–1992
- Steve Paterson – Tokyo Verdy – 1984–1986
- Steven Tweed – Yokohama FC – 2004–2006

## Senegal
- Camara Ibrahima Rene – Jubilo Iwata – 2005

## Serbia
- Aleksandar Živković – Jubilo Iwata – 2000–2003
- Alen Mašović – FC Machida Zelvia – 2020–2021
- Alen Stevanović – Shonan Bellmare – 2018
- Bratislav Punoševac – Avispa Fukuoka – 2013–2014
- Dragan Dimić – FC Machida Zelvia – 2011–2012
- Dragan Mrđa – Shonan Bellmare – 2017–2018
- Dragan Stojković – Nagoya Grampus – 1994–2001
- Dragiša Binić – Nagoya Grampus, Sagan Tosu – 1994, 1995
- Dušan Cvetinović – Yokohama F. Marinos, Tokushima Vortis – 2018–2021
- Dušan Petković – Yokohama F. Marinos – 1997—1998
- Filip Kljajić – Omiya Ardija – 2020–2021
- Gojko Kačar – Cerezo Osaka – 2014
- Goran Vasilijević – JEF United Chiba – 1995–1996
- Miodrag Anđelković – Cerezo Osaka – 2004
- Nebojša Krupniković – Gamba Osaka, JEF United Chiba – 1997–1998, 2006
- Nedeljko Stojisic – Vegalta Sendai – 2021–
- Nemanja Kojić – Tokyo Verdy – 2019
- Nemanja Vučićević – FC Tokyo – 2013–2014
- Nenad Đorđević – JEF United Chiba – 2007
- Nenad Živković – Kagoshima United – 2015–2016
- Nikola Ašćerić – Tokushima Vortis – 2017
- Nikola Vasiljević – Tokushima Vortis – 2017
- Radivoje Manić – Cerezo Osaka – 1998
- Ranko Despotović – Urawa Red Diamonds – 2011—2013
- Slobodan Dubajić – Vegalta Sendai – 1997–2000
- Srđa Knežević – V-Varen Nagasaki – 2014
- Srđan Baljak – Consadole Sapporo – 2002
- Stefan Šćepović – FC Machida Zelvia – 2020
- Vlada Avramov – FC Tokyo – 2015

## Singapore
- Anders Aplin – Matsumoto Yamaga – 2018
- Song Ui-young – Roasso Kumamoto – 2011[b KOR]

## Slovakia
- Jozef Gašpar – Vegalta Sendai – 2004
- Lubomir Luhovy – Urawa Red Diamonds – 1994
- Ľubomír Moravčík – JEF United Chiba – 2002
- Marek Špilár – Nagoya Grampus 2006–2007
- Miroslav Mentel – Urawa Red Diamonds – 1993–1994

## Slovenia
- Alfred Jermaniš – Yokohama Flügels – 1992
- Amir Karić – Gamba Osaka – 1997–1998
- Ante Šimundža – Vegalta Sendai – 1997
- Branko Ilić – Urawa Red Diamonds – 2016
- Davorin Kablar – Cerezo Osaka – 2004
- Denis Halilović – Yokohama FC – 2016
- Klemen Lavrič – Omiya Ardija – 2008–2009
- Milan Tučić – Consadole Sapporo – 2021–
- Milivoje Novaković – Omiya Ardija, Shimizu S-Pulse, Nagoya Grampus – 2012–2015
- Nejc Pečnik – JEF United Chiba, Omiya Ardija, Tochigi SC – 2014–2018
- Peter Binkovski – Vegalta Sendai – 1997
- Primož Gliha – Yokohama Flügels – 1992
- Rok Štraus – Yokohama FC – 2015–2016
- Željko Milinovič – JEF United Chiba – 1991–1994
- Zlatan Ljubijankić – Omiya Ardija, Urawa Red Diamonds – 2012–2018

## Spain
- Albert Tomàs – Vissel Kobe − 1998−1999
- Andoni Goikoetxea – Yokohama F. Marinos – 1998
- Andrés Iniesta – Vissel Kobe – 2018–
- Arnau Riera – Nara Club – 2022–
- Bojan Krkić – Vissel Kobe – 2021–
- Carlos Gutiérrez – Avispa Fukuoka, Tochigi SC – 2020–
- Carlos Martínez Rodríguez – Tokyo Verdy – 2017–2018
- David Barral – Tokushima Vortis – 2018
- David Concha – Gamba Osaka – 2019
- David Villa – Vissel Kobe – 2019
- Fernando Torres – Sagan Tosu – 2018–2019
- Francisco Sandaza – FC Tokyo – 2015–2016
- Isaac Cuenca – Sagan Tosu, Vegalta Sendai – 2019–2021
- Jairo Morillas – V-Varen Nagasaki – 2018–2019
- Jon Ander Serantes – Avispa Fukuoka – 2019–2020
- José Aurelio Suárez – Tokushima Vortis – 2022–
- Julio Salinas – Yokohama F. Marinos – 1997–1998
- Juanma – V-Varen Nagasaki, Omiya Ardija, Avispa Fukuoka – 2017–
- Markel Susaeta – Gamba Osaka – 2019–2020
- Miguel Pallardó – V-Varen Nagasaki – 2017
- Osmar Barba – Cerezo Osaka – 2018
- Raúl Amarilla – Yokohama Flügels – 1993–1994
- Pablo Maqueda – Avispa Fukuoka – 1997–1998
- Pedro Manzi – Albirex Niigata – 2020[b URU]
- Sergi Samper – Vissel Kobe – 2019–
- Sergio Arenas – Suzuka Unlimited FC – 2019–2021
- Sisi – FC Gifu, Tokushima Vortis, Ehime FC – 2017–2020
- Txiki Begiristain – Urawa Red Diamonds – 1997–1999
- Víctor Ibáñez Pascual – FC Gifu, SC Sagamihara, Montedio Yamagata, Matsumoto Yamaga – 2017–

## South Korea

### A
- Ahn Joon-soo – Cerezo Osaka, Cerezo Osaka U-23, Kagoshima United – 2016–2020
- Ahn Jung-hwan – Shimizu S-Pulse, Yokohama F. Marinos – 2002–2005
- Ahn Young-kyu – Giravanz Kitakyushu – 2013
- An Hyo-yeon – Yokohama FC – 2009
- An Sun-jin – Mito HollyHock – 2001–2002
- An Yong-woo – Sagan Tosu – 2017–2020

### B
- Bae Chun-suk – Vissel Kobe – 2011–2012
- Bae Dae-won – Tokyo Verdy, FC Machida Zelvia – 2012–2015
- Bae Hu-min – Yokohama FC, Azul Claro Numazu – 2013–2015
- Bae Seung-jin – Yokohama FC, Thespakusatsu Gunma, Tokushima Vortis – 2007–2012, 2018
- Bae Soo-yong – Gamba Osaka, Giravanz Kitakyushu, Kamatamare Sanuki – 2017–2019
- Baek Sung-dong – Jubilo Iwata, Sagan Tosu, V-Varen Nagasaki – 2012–2016
- Byeon Jun-byum – Sanfrecce Hiroshima, Shimizu S-Pulse, Zweigen Kanazawa, Ventforet Kofu – 2014–2018

### C
- Cha Ji-ho – Roasso Kumamoto – 2008–2009
- Cha Young-hwan – Tochigi SC, Zweigen Kanazawa – 2012–2015
- Chang Woe-ryong – Sagan Tosu – 1989
- Cho Byung-kuk – Vegalta Sendai, Jubilo Iwata – 2011–2013
- Cho Dong-geon – Sagan Tosu – 2017–2020
- Cho Hyeong-in – MIO Biwako Shiga – 2022–
- Cho Jae-jin – Gamba Osaka – 2009–2010
- Cho Kwi-jea – Kashiwa Reysol, Urawa Red Diamonds, Vissel Kobe – 1991–1997
- Cho Min-woo – V-Varen Nagasaki – 2013, 2015–2016
- Cho Sung-hwan – Consadole Sapporo – 2009–2010
- Cho Won-hee – Omiya Ardija – 2014
- Cho Young-cheol – Yokohama FC, Albirex Niigata, Omiya Ardija – 2007–2014
- Choi Byung-gil – FC Ryukyu – 2017–2018
- Choi Dae-shik – Oita Trinita – 1996–1999
- Choi Ji-hun – Zweigen Kanazawa – 2013–2014
- Choi Joon-gi – Thespakusatsu Gunma – 2017
- Choi Jung-han – Oita Trinita – 2009–2014
- Choi Jung-won – Fagiano Okayama – 2018–2020
- Choi Ju-yong – Renofa Yamaguchi – 2015
- Choi Kun-sik – Roasso Kumamoto, Tochigi SC – 2009–2012
- Choi Kyu-baek – V-Varen Nagasaki – 2018–2019
- Choi Moon-sik – Oita Trinita – 2001
- Choi Seung-in – Shonan Bellmare, Zweigen Kanazawa – 2010–2011
- Choi Su-bin – Matsumoto Yamaga – 2012
- Choi Sung-keun – Ventforet Kofu, Sagan Tosu, FC Gifu – 2012–2017
- Choi Sung-kuk – Kashiwa Reysol – 2005
- Choi Sung-yong – Yokohama FC, Thespakusatsu Gunma – 2006–2010
- Choi Tae-uk – Shimizu S-Pulse – 2005
- Choi Yong-soo – JEF United Chiba, Kyoto Sanga, Jubilo Iwata – 2001–2005
- Chong Yong-de – Nagoya Grampus, Cerezo Osaka, Yokohama FC, Consadole Sapporo – 2002–2009

### D
- Do Dong-hyun – FC Gifu – 2013–2014

### G
- Gang Yoon-goo – Vissel Kobe, Oita Trinita, Ehime FC – 2013–2015
- Goh Dong-min – Matsumoto Yamaga, Vanraure Hachinohe – 2017–2021
- Gu Sung-yun – Cerezo Osaka, Consadole Sapporo – 2013–2020
- Gwak Kyung-keun – Urawa Red Diamonds, Fukushima FC – 1994–1997

### H
- Ha Dae-sung – FC Tokyo, Nagoya Grampus – 2016
- Ha Seok-ju – Cerezo Osaka, Vissel Kobe – 1998–2000
- Ha Sung-min – Kyoto Sanga – 2017–2018
- Ham Hyun-gi – Oita Trinita – 1993–1994
- Ham Yeong-jun – FC Gifu – 2019–2021
- Han Chang-joo – Kamatamare Sanuki – 2015–2016
- Han Eui-kwon – Fagiano Okayama – 2022–
- Han Hee-hoon – Tochigi SC – 2015
- Han Ho-dong – Thespakusatsu Gunma, Tonan Maebashi – 2017
- Han Kook-young – Shonan Bellmare, Kashiwa Reysol – 2010–2014
- Han Sang-woon – Jubilo Iwata – 2012
- Han Seung-hyeong – Matsumoto Yamaga, Kataller Toyama, Nara Club – 2016–2018
- Hong Myung-bo – Shonan Bellmare, Kashiwa Reysol – 1997–2001
- Hong Soon-hak – FC Osaka – 2018
- Hwang Dae-seong – Kyoto Sanga, Tokyo United – 2012–2018
- Hwang Jin-sung – Kyoto Sanga, Fagiano Okayama – 2015
- Hwang Seok-ho – Sanfrecce hiroshima, Kashima Antlers, Shimizu S-Pulse, Sagan Tosu – 2012–2016, 2018–
- Hwang Soon-min – Shonan Bellmare – 2011
- Hwang Sun-hong – Cerezo Osaka, Kashiwa Reysol – 1998–2002
- Hwang Te-song – Kyoto Sanga – 2012–2015
- Hwang Ui-jo – Gamba Osaka – 2017–2019
- Hwangbo Kwan – Oita Trinita – 1996–1997

### I
- Im Dong-hyeon – Gainare Tottori – 2014

### J
- Jang Hyun-soo – FC Tokyo – 2012–2013, 2017–2019
- Jang Hyun-soo – Iwate Grulla Morioka – 2022–
- Jang Min-gyu – JEF United Chiba – 2020–
- Jang Seok-won – Fagiano Okayama – 2017
- Jeon San-hae – FC Gifu, Suzuka Point Getters, Kamatamare Sanuki – 2018–2020
- Jeong Chung-geun – Yokohama FC, Fagiano Okayama, Machida Zelvia – 2016–2020
- Jeong Shung-hun – Consadole Sapporo – 2014
- Jo Jin-woo – Matsumoto Yamaga – 2018–2019
- Jo Sung-jin – Roasso Kumamoto, Kamatamare Sanuki, Consadole Sapporo – 2009–2013
- Ju Se-jong – Gamba Osaka – 2021–
- Jung Han-cheol – Machida Zelvia, YSCC Yokohama, FC Imabari – 2018–2021
- Jung Hoon-sung – V-Varen Nagasaki, Iwate Grulla Morioka – 2013–2015
- Jung Seung-hyun – Sagan Tosu, Kashima Antlers – 2017–2019
- Jung Sung-ryong – Kawasaki Frontale – 2016–
- Jung Woo-young – Kyoto Sanga, Jubilo Iwata, Vissel Kobe – 2011–2015, 2018

### K
- Kang Soo-il – Thespakusatsu Gunma, Tokyo Verdy – 2017, 2019
- Kim Bo-kyung – Cerezo Osaka, Oita Trinita, Matsumoto Yamaga, Kashiwa Reysol – 2010–2012, 2015, 2017–2019
- Kim Byeom-yong – Montedio Yamagata, Sanfrecce Hiroshima, Shimizu S-Pulse, JEF United Chiba – 2013–2018
- Kim Byeong-yeon – Roasso Kumamoto – 2014–2015
- Kim Byung-soo – Cosmo Oil Yokkaichi FC, Oita Trinita – 1993–1997
- Kim Byung-suk – Montedio Yamagata, Sagan Tosu – 2009–2011
- Kim Chan-young – Tonan Maebashi – 2013
- Kim Chang-hun – Oita Trinita – 2012
- Kim Chang-soo – Kashiwa Reysol – 2013–2015
- Kim Chol-ho – Kyoto Sanga, Thespakusatsu Gunma – 2017–2018
- Kim Dong-wook – Oita Trinita – 2016
- Kim Dae-eui – JEF United Chiba – 1998
- Kim Do-hoon – Vissel Kobe – 1998–1999
- Kim Do-keun – Tokyo Verdy, Cerezo Osaka – 2000–2001
- Kim Do-kyun – Kyoto Sanga – 2004
- Kim Dong-chan – FC Korea, Mito HollyHock – 2005–2007
- Kim Dong-gwon – FC Gifu, FC Osaka – 2012
- Kim Dong-hee – Giravanz Kitakyushu – 2013
- Kim Dong-hyun – Oita Trinita – 2003
- Kim Dong-sub – Oita Trinita – 2003
- Kim Eun-jung – Vegalta Sendai – 2003
- Kim Geun-chul – Jubilo Iwata, Shonan Bellmare – 2002–2004
- Kim Ho-nam – Sagan Tosu – 2010
- Kim Hong-yeon – Fukushima United FC, Iwate Grulla Morioka, Vanraure Hachinohe, Nara Club – 2013–2020[b JPN]
- Kim Hwang-jung – JEF United Chiba, Ventforet Kofu – 1998–2001
- Kim Hyun-hun – JEF United Chiba, Avispa Fukuoka – 2013–2016
- Kim Hyun-seok (footballer) – Tokyo Verdy – 2000
- Kim Hyun-sung – Shimizu S-Pulse – 2012
- Kim Jae-hoan – Consadole Sapporo – 2012
- Kim Jeong-hun – Sagan Tosu, Renaiss Koka, MIO Biwako Shiga – 2006–2009
- Kim Jeong-hyun – Oita Trinita – 2012–2015
- Kim Jeong-seok – Sanfrecce Hiroshima – 2013–2015
- Kim Jin-hyeon – Cerezo Osaka – 2009–
- Kim Jin-kyu – Jubilo Iwata, Ventforet Kofu, Fagiano Okayama – 2005–2006, 2011, 2016
- Kim Jin-su – Albirex Niigata – 2012–2014
- Kim Jong-min – Tokushima Vortis, Fagiano Okayama, Iwate Grulla Morioka – 2011–2015, 2017, 2022–
- Kim Jong-pil – Giravanz Kitakyushu, Tokyo Verdy, Shonan Bellmare, Tokushima Vortis – 2011–2018
- Kim Jung-hyun – FC Gifu – 2012
- Kim Jung-woo – Nagoya Grampus – 2006–2007
- Kim Jung-ya – Gamba Osaka, Sagan Tosu, Gamba Osaka U-23, Vegalta Sendai, Fujieda MYFC – 2011–2021[b JPN]
- Kim Kong-chyong – Fukushima United, FC Merry – 2009–2020
- Kim Kun-hoan – Yokohama F. Marinos, Montedio Yamagata, Sagan Tosu, Albirex Niigata – 2008–2013
- Kim Kwang-min – Fagiano Okayama, Fukushima United FC – 2008–2009, 2011–2013
- Kim Kyung-jun – Tokushima Vortis – 2015–2016
- Kim Min-hyeok – Sagan Tosu – 2014–2018
- Kim Min-ho – Sagan Tosu, Nagano Parceiro – 2021–
- Kim Min-je – Avispa Fukuoka, Ehime FC – 2011–2014
- Kim Min-jun – Shonan Bellmare, Fukushima United – 2019–2020
- Kim Min-kyun – Fagiano Okayama – 2011–2012, 2013
- Kim Min-tae – Vegalta Sendai, Consadole Sapporo, Nagoya Grampus, Kashima Antlers – 2015–
- Kim Min-woo – Sagan Tosu – 2010–2016
- Kim Myung-hwi – JEF United Chiba, Ventforet Kofu, Sagawa Shiga, Cento Cuore Harima, ALO's Hokuriku, Kataller Toyama, Sagan Tosu – 2000–2001, 2003–2011
- Kim Nam-il – Vissel Kobe, Kyoto Sanga – 2008–2009, 2015
- Kim Sang-woo – Tokushima Vortis – 2006–2007
- Kim Seong-ju – Albirex Niigata, Kataller Toyama – 2012–2014
- Kim Seung-gyu – Vissel Kobe, Kashiwa Reysol – 2016–
- Kim Seung-yong – Gamba Osaka – 2011
- Kim Shin-young – Cerezo Osaka, Sagan Tosu, Ventforet Kofu, Ehime FC – 2007–2012
- Kim Sun-min – Gainare Tottori – 2011–2012
- Kim Sung-joon – Cerezo Osaka – 2014
- Kim Sung-kil – Oita Trinita – 2002–2003
- Kim Tae-hyeon – Vegalta Sendai – 2022–
- Kim Tae-woo – Suzuka Point Getters – 2021–
- Kim Tae-yeon – Vissel Kobe, Ehime FC, Mito HollyHock, Fagiano Okayama, Tokyo Verdy, Roasso Kumamoto – 2006–2011, 2016
- Kim Yeong-gi – Shonan Bellmare, Oita Trinita, Avispa Fukuoka, Nagano Parceiro – 2007–2016
- Kim Yong-gi – Mito HollyHock – 2012–2013
- Kim Yoo-jin – Sagan Tosu, Yokohama FC – 2006, 2011
- Kim Young-gwon – FC Tokyo, Omiya Ardija, Gamba Osaka – 2010–2012, 2019–2021
- Kim Young-heon – Zweigen Kanazawa – 2016
- Ko Jeong-woon – Cerezo Osaka – 1997–1998
- Ko Jong-soo – Kyoto Sanga – 2003
- Ko Kyung-joon – Tokyo Verdy – 2015
- Ko Kyung-te – Nagano Parceiro, Iwate Grulla Morioka, Briobecca Urayasu, Tokyo Musashino City FC – 2014–[b JPN]
- Koo Bon-hyeok – Montedio Yamagata, Tegevajaro Miyazaki – 2016–2018
- Kwak Hee-ju – FC Tokyo – 2014
- Kwak Tae-hwi – Kyoto Sanga – 2010–2011
- Kweon Han-jin – Kashiwa Reysol, Shonan Bellmare, Thespakusatsu Gunma, Roasso Kumamoto – 2011–2015
- Kwon Kyung-won – Gamba Osaka – 2022–
- Kwon Seok-geun – Roasso Kumamoto – 2008
- Kwon Young-ho – Fujieda MYFC – 2017
- Kwon Young-jin – Mito HollyHock – 2017
- Kwoun Sun-tae – Kashima Antlers – 2017–

### L
- Lee Chang-gang – Fagiano Okayama – 2007–2011
- Lee Chun-soo – Omiya Ardija – 2010–2011
- Lee Dae-heon – Sanfrecce Hiroshima, V-Varen Nagasaki, Tochigi SC – 2012–2015
- Lee Dong-myung – Fagiano Okayama, Oita Trinita – 2010–2012
- Lee Ho – Omiya Ardija – 2010
- Lee Ho-seung – Consadole Sapporo, Shonan Bellmare – 2011–2015
- Lee Jae-min – Vissel Kobe – 2010–2011
- Lee Je-seung – Montedio Yamagata – 2016–2017
- Lee Ji-seong – FC Ryukyu – 2020
- Lim Jin-woo – Roasso Kumamoto – 2017–2018
- Lee Jong-ho – V-Varen Nagasaki – 2019
- Lee Jong-min – Montedio Yamagata, Tochigi SC, Avispa Fukuoka, Matsumoto Yamaga – 2006, 2009, 2010–2012
- Lee Joo-young – Montedio Yamagata, Tochigi SC, JEF United Chiba, Kamatamare Sanuki – 2013–2017
- Lee Jun-hyeob – Matsumoto Yamaga – 2014–2016
- Lee Jung-soo – Kyoto Sanga, Kashima Antlers – 2009–2010
- Lee Kang-uk – Thespakusatsu Gunma – 2016–2017
- Lee Keun-ho – Jubilo Iwata, Gamba Osaka – 2009–2011
- Lee Ki-je – Shimizu S-Pulse – 2012–2014
- Lee Kwang-seon – Vissel Kobe, Avispa Fukuoka – 2012–2015
- Lee Kyung-tae – Fagiano Okayama, FC Ryukyu, Kawasaki Frontale – 2017–2021
- Lee Min-soo – Shonan Bellmare, Shimizu S-Pulse, Tochigi SC, FC Machida Zelvia – 2012–2015
- Lee Myung-jae – Albirex Niigata – 2014
- Lee Rae-jun – Tochigi SC – 2019
- Lee Sang-min – V-Varen Nagasaki – 2019
- Lee Seung-hee – Nagoya Grampus – 2016
- Lee Seung-yeoul – Gamba Osaka – 2012
- Lee Tae-ho – Montedio Yamagata, Tochigi SC, JEF United Chiba, Kamatamare Sanuki – 2013–2017
- Lee Woo-jin – Tokyo Verdy, Jubilo Iwata, FC Machida Zelvia – 2004–2005, 2010–2012
- Lee Woo-young – Oita Trinita – 1996–1997
- Lee Yong-jae – V-Varen Nagasaki, Kyoto Sanga, Fagiano Okayama – 2014–2021
- Lee Yun-oh – Vegalta Sendai, Fukushima United, Gamba Osaka U-23 – 2017–2020
- Lim Jeung-bin – Thespakusatsu Gunma – 2016
- Lim Jin-woo – Roasso Kumamoto – 2017–2018
- Lim Seung-gyeom – Nagoya Grampus, Oita Trinita – 2017–2018
- Lim You-hwan – Kyoto Sanga, Albirex Niigata, Tokyo Verdy – 2004–2005, 2015–2016

### M
- Min Seong-jun – Montedio Yamagata – 2020–2021
- Moon Je-chun – Tokyo Verdy – 2005–2006
- Moon Joo-won – Sagan Tosu – 2010
- Mun Kyung-gun – Oita Trinita – 2017–2021

### N
- Na Sang-ho – FC Tokyo – 2019–2021
- Na Sung-soo – Yokohama FC, Kagoshima United – 2012–2018
- Nam Il-woo – Giravanz Kitakyushu – 2013
- Nam Seung-woo – JEF United Chiba – 2013–2014
- Noh Hyung-goo – Roasso Kumamoto – 2013
- Noh Jung-yoon – Sanfrecce Hiroshima, Cerezo Osaka, Avispa Fukuoka – 1993–2002

### O
- Oh Beom-seok – Yokohama FC – 2007
- Oh Chang-hyun – Avispa Fukuoka, V-Varen Nagasaki – 2012–2014
- Oh Jae-suk – Gamba Osaka, Gamba Osaka U-23, FC Tokyo, Nagoya Grampus – 2013–2020
- Oh Jang-eun – FC Tokyo – 2002–2004
- Oh Se-hun – Shimizu S-Pulse – 2022–
- Oh Seung-hoon – Kyoto Sanga – 2013–2014

### P
- Pak Yong-ho – Sagan Tosu – 1997–2000[b JPN]
- Park Chan-yong – Ehime FC, Renofa Yamaguchi, Kamatamare Sanuki – 2015–2018
- Park Dong-hyuk – Gamba Osaka, Kashiwa Reysol – 2009–2011
- Park Gi-dong – FC Gifu – 2010
- Park Hyung-jin – Sanfrecce Hiroshima, Tochigi SC, V-Varen Nagasaki, Fagiano Okayama – 2013–2017
- Park Il-gyu – Fujieda MYFC, FC Korea, FC Ryukyu, Yokohama F. Marinos, Sagan Tosu – 2012–[b JPN]
- Park Jeong-su – Yokohama F. Marinos, Kashiwa Reysol, Sagan Tosu – 2018–2020
- Park Ji-sung – Kyoto Sanga – 2000–2003
- Park Jin-soo – Consadole Sapporo – 2010
- Park Jong-jin – JEF United Chiba, JEF Reserves, Mito HollyHock – 2007–2008
- Park Joo-ho – Mito HollyHock, Kashima Antlers, Jubilo Iwata – 2008–2011
- Park Joon-kyung – FC Gifu – 2009–2010
- Park Ju-sung – Vegalta Sendai – 2009–2012
- Park Jung-hae – Sagan Tosu – 2008
- Park Jung-soo – Sagan Tosu – 2010
- Park Kang-jo – Kyoto Sanga, Vissel Kobe – 1998–1999, 2003–2012
- Park Kun – Avispa Fukuoka, Nagano Parceiro, Thespakusatsu Gunma – 2013–2017
- Park Kun-ha – Kashiwa Reysol – 2000
- Park Kwang-il – Matsumoto Yamaga, Mito HollyHock, Ehime FC – 2013–2016
- Park Kyung-hwan – Shonan Bellmare – 1998
- Park Seong-su – Ehime FC, FC Gifu – 2015–2020
- Park Soo-bin – FC Imabari – 2022–
- Park Sung-ho – Vegalta Sendai, Yokohama FC – 2010, 2014
- Park Tae-hong – Yokohama FC, Kataller Toyama – 2011–2015
- Park Tae-hwan – Shonan Bellmare, Verspah Oita – 2016–2018
- Park Won-jae – Omiya Ardija – 2009
- Park Yoon-ki – Sanfrecce Hiroshima – 1988

### R
- Rio Hyeon – Tokushima Vortis – 2022–[b JPN]
- Ryu Myeong-gi – JEF United Chiba – 2010–2011

### S
- Seo Kwan-soo – FC Gifu – 2009
- Seo Man-hee – FC Korea, Gainare Tottori, Ehime FC – 2007–2009
- Seo Yong-duk – Omiya Ardija, FC Tokyo, Kataller Toyama – 2009–2011, 2014
- Shin Won-ho – Gamba Osaka U-23, Gamba Osaka – 2020–2022
- Sin Byung-ho – Yokohama F. Marinos, Mito HollyHock – 2000–2001
- Song Han-ki – Shonan Bellmare, Kamatamare Sanuki – 2011, 2014
- Song In-young – Roasso Kumamoto – 2011
- Song Ju-hun – Albirex Niigata, Mito HollyHock – 2014–2018
- Song Young-min – V-Varen Nagasaki, Kamatamare Sanuki – 2017–2019
- Son Se-hwan – Tokushima Vortis – 2014–2016

### T
- Tae Yoon – Vissel Kobe – 2007
- Taiga Son – Sagan Tosu, Zweigen Kanazawa – 2021–[b JPN]

### W
- Won Du-jae – Avispa Fukuoka – 2017–2019
- Woo Sang-ho – FC Gifu, Ehime FC, Tochigi SC, FC Osaka – 2018–2020, 2022–

### Y
- Yang Dong-hyeon – Cerezo Osaka – 2018–2019
- Yang Hae-joon – Kataller Toyama – 2013–2014
- Yang Sang-jun – Roasso Kumamoto – 2017–2018
- Yeo Hyo-jin – Tochigi SC – 2010
- Yeo Sung-hae – Sagan Tosu, Matsumoto Yamaga, Thespakusatsu Gunma – 2010–2014, 2017
- Yeon Je-min – Kagoshima United – 2019
- Yoo Dae-hyun – Tochigi SC, FC Machida Zelvia – 2012–2013
- Yoo Hyun – Tochigi SC – 2019
- Yoo Sang-chul – Yokohama F. Marinos, Kashiwa Reysol – 1999–2000, 2002–2004
- Yoon Jong-hwan – Cerezo Osaka, Sagan Tosu – 2000–2002, 2006–2007
- Yoon Seon-ho – Kamatamare Sanuki, Kochi United SC – 2017–2018
- Yoon Shin-young – Renofa Yamaguchi – 2016
- Yoon Sung-yeul – FC Machida Zelvia, Matsumoto Yamaga – 2011–2014
- Yoon Yoong-seung – Mito HollyHock, Thespakusatsu Gunma, Vonds Ichihara, Tokyo Musashino United – 2014–2017
- Yu In-soo – FC Tokyo, FC Tokyo U-23, Avispa Fukuoka – 2016–2019
- Yu Hyo-jin – Yokohama FC – 2009
- Yu Yong-hyeon – Fagiano Okayama, Kochi United – 2019–
- Yun Il-lok – Yokohama F. Marinos – 2018–2019
- Yun Suk-young – Kashiwa Reysol – 2017–2020

## Sweden
- David Moberg Karlsson - Urawa Red Diamonds - 2022–
- Emil Salomonsson – Sanfrecce Hiroshima, Avispa Fukuoka – 2019–2021
- Freddie Ljungberg – Shimizu S-Pulse – 2011–2012
- Lee Baxter – Vissel Kobe – 1995–1997
- Ludvig Öhman – Nagoya Grampus – 2016
- Jan Jönsson – Sanfrecce Hiroshima – 1993
- Jean-Paul Vonderburg – Sanfrecce Hiroshima – 1993
- Robin Simović – Nagoya Grampus, Omiya Ardija – 2016–2020

## Switzerland
- Johnny Leoni – Nagano Parceiro, Tochigi SC – 2016–2018
- Nassim Ben Khalifa - Sanfrecce Hiroshima - 2022–
- Thomas Bickel – Vissel Kobe – 1995–1997

## Thailand
- Adul Lahsoh – Gainare Tottori – 2008
- Chakkit Laptrakul – Tokushima Vortis – 2019
- Chanathip Songkrasin – Consadole Sapporo, Kawasaki Frontale – 2017–
- Chaowat Veerachat – Cerezo Osaka U-23, Cerezo Osaka – 2018, 2022–
- Chayathorn Tapsuvanavon – FC Tokyo U-23 – 2020
- Jakkit Wachpirom – FC Tokyo – 2018
- Kawin Thamsatchanan – Consadole Sapporo – 2020
- Natee Thongsookkaew – Gamba Osaka – 1989–1990
- Nattawut Suksum – FC Tokyo – 2019
- Phongrawit Jantawong – Cerezo Osaka U-23 – 2019
- Sittichok Paso – Kagoshima United, FC Ryukyu – 2017, 2021–
- Supachok Sarachat – Consadole Sapporo – 2022–
- Tawan Khotrsupho – Cerezo Osaka U-23 – 2019
- Teerasil Dangda – Sanfrecce Hiroshima, Shimizu S-Pulse – 2018, 2020
- Theerathon Bunmathan – Vissel Kobe, Yokohama F. Marinos – 2018–2021
- Thitipan Puangchan – Oita Trinita – 2019
- Vorawan Chitavanich – Ehime FC – 1985
- Witthaya Laohakul – Gamba Osaka – 1986–1987

## Timor Leste
- Fagio Augusto – Tokyo Musashino City FC – 2016
- Murilo de Almeida – Oita Trinita, Nagano Parceiro – 2015[b BRA]
- Wellington Rocha – FC Gifu – 2016[b BRA]

## Trinidad and Tobago
- Silvio Spann – Yokohama FC – 2005

## Tunisia
- Lassad Nouioui – FC Tokyo – 2015
- Ziad Tlemçani – Vissel Kobe – 1995–1997

## Turkey
- Alpay Özalan – Urawa Red Diamonds – 2004–2005
- Eren Albayrak – Jubilo Iwata – 2018–2019
- Fuat Usta – Omiya Ardija – 2002
- İlhan Mansız – Vissel Kobe – 2004
- Ömer Tokaç – Shonan Bellmare, Fukushima United FC, Tochigi SC – 2019–[b GER]

## Ukraine
- Oleh Protasov – Gamba Osaka – 1994–1996
- Serhiy Skachenko – Sanfrecce Hiroshima – 2001
- Vitaliy Parakhnevych – Shonan Bellmare – 2000[c TJK]

## United States
- Ansger Otto – Gainare Tottori – 2013[b GHA]
- Brian Waltrip – Kyoto Sanga – 2010–2012
- Bryan K. Enatsu – Cerezo Osaka – 2018
- Dan Calichman – Sanfrecce Hiroshima – 1990–1993
- Mobi Fehr – SC Sagamihara – 2014–2015
- Steven Lenhart – FC Imabari – 2017
- Piakai Henkel – Fagiano Okayama – 2013–2014
- Tom Byer – Kashiwa Reysol – 1986–1987

## Uruguay
- Álvaro Enrique Peña – Montedio Yamagata – 2013
- Diego Forlán – Cerezo Osaka – 2013–2014
- Eduardo Acevedo – Consadole Sapporo – 1992
- Fernando Picun – Urawa Red Diamonds – 1999–2000
- Gonzalo González – Albirex Niigata – 2020–2021
- Marcelo Lipatín – Yokohama F. Marinos – 2001
- Pedro Manzi – Albirex Niigata – 2020
- Pedro Pedrucci – Consadole Sapporo – 1990–1995
- Raul Otero – Consadole Sapporo – 1996
- Renzo Lopez – Kyoto Sanga, Sagan Tosu – 2018, 2020
- Santiago Ostolaza – Kyoto Sanga – 1994

## Uzbekistan
- Dostonbek Tursunov – Renofa Yamaguchi FC – 2019
- Fozil Musaev – Jubilo Iwata – 2017–2021
- Oleg Pashinin – Sanfrecce Hiroshima – 2001
- Zabikhillo Urinboev – Tokushima Vortis – 2019–2020

## Venezuela
- Williams Velásquez – JEF United Chiba – 2019

## Vietnam
- Bùi Ngọc Long – Azul Claro Numazu – 2022–
- Đặng Văn Lâm – Cerezo Osaka – 2021–[b RUS]
- Lê Công Vinh – Consadole Sapporo – 2013
- Nguyễn Công Phượng – Mito Hollyhock – 2016
- Nguyễn Văn Sơn – Azul Claro Numazu – 2022–
- Nguyễn Tuấn Anh – Yokohama FC – 2016
- Phạm Văn Luân – FC Ryukyu – 2022–
- Vũ Hồng Quân – FC Ryukyu – 2022–

## Wales
- Mark Bowen – Shimizu S-Pulse – 1997